# Purges politiques des années 1950 à la direction du PCF
Les purges politiques des années 1950 à la direction du PCF, appelées aussi « procès de Moscou à Paris » par les historiens, en référence au titre du livre de l'une de leurs principales victimes, l'ex-chef des FTP Charles Tillon, ont eu pour conséquence, un peu avant et après la mort de Staline, l'élimination de la vie politique de plusieurs anciens ministres et plusieurs des plus importants chefs de la résistance intérieure française, parmi lesquels André Marty, Auguste Lecœur, René Camphin, Georges Guingouin, Mounette Dutilleul, Martha Desrumaux, Jean Chaintron et Auguste Havez. Plusieurs d'entre eux ont par la suite été réhabilités par le PCF, leur ancien parti.
Ces purges sont dirigées par la « section des cadres » du PCF, appelée aussi « département de police intérieure du PCF », où plusieurs proches du secrétaire général Maurice Thorez comme Marcel Servin et Léon Mauvais œuvrent avec lui à « toute une série de manipulations et d'injustices » contre d'ex-leaders de la Résistance, « salis,calomniés, écartés par la direction thorézienne de l'époque stalinienne », qui fut ainsi « l'un des maitres d'œuvre de la grande épuration décidée en haut lieu à partir de 1950 », selon l'historien du CNRS spécialiste du PCF Philippe Robrieux, au moment où la nouvelle vague des grands procès à l'Est « décidés par Staline », comme le procès de Prague, « atteignait les organismes de direction du PCF en France ».

## Analyse des historiens
Selon l'historien Olivier Wieviorka, ces purges confirment « la méfiance que l'appareil éprouvait pour des responsables qui pouvaient mobiliser à leur profit une autre légitimité que l'onction internationaliste délivrée par Moscou ».
Plus généralement, « sont relégués des cadres dont le prestige résistant constitue, ou peut constituer, un capital politique qui n'est pas entièrement soumis à l'institution », selon Paul Boulland, ingénieur de recherche CNRS et au Centre d'Histoire sociale du XXe siècle, pour qui leur mise à l'écart procède moins de leur passé résistant « que de sa mise en valeur entre 1944 et 1947 ».
Selon l'essayiste et historien français Pierre Pascal, spécialiste de la Russie, la stalinisation du PCF s'est accélérée par des « procès politiques » à sa direction à partir de mars 1951 sous l'impulsion des soviétiques et en réaction au travail d'histoire sur la Seconde Guerre mondiale impulsé depuis 1947 par Charles Tillon, tandis que l'Affaire Pronnier, visant d'anciens héros de la résistance intérieure française, a débuté en février 1951 dans le Pas-de-Calais.

## Contexte

### Le stalinisme en Europe de l'Est

#### Juin 1948: rupture Tito-Staline
Durant la Seconde Guerre mondiale, les troupes titistes ont repoussé le Troisième Reich malgré une aide limitée de l'Armée rouge. Ensuite l'aide soviétique à la reconstruction recourt à des sociétés mixtes soviéto-yougoslaves, qui échouent à contrôler l'appareil communiste yougoslave.
Dès l'été 1947, Tito fait appel aux jeunes de tous les pays pour bâtir un « chemin de fer de la jeunesse » pendant leurs vacances, dans des « brigades de travail », dont le nom rappelle celui des Brigades internationales, de la guerre d'Espagne combattant le Franquisme, et 540 Français ont répondu à l'appel, selon Le Monde, puis 117 en 1949. Tito projette aussi une fédération communiste des Balkans, associant la Bulgarie et Albanie. Le 27 mars 1948, Moscou reproche à Belgrade de dénigrer le « socialisme » soviétique, ce qui est démenti en réponse le 13 avril, le PCY précisant cependant que l'amour porté des Yougoslaves pour l'URSS ne saurait surpasser celui qu'ils portent à leur propre patrie.
Les protestations du Titisme sont les Thèses de wittemberg du Stalinisme, selon le philosophe Edgar Morin et la rupture de juin 1948 avec Tito une blessure jamais refermée pour Staline, alors à l'apogée de son prestige,, selon Pierre Frank, d'autant que le trotskisme s'engouffre dans la brèche. Comme cette rupture Tito-Staline se dessine dès septembre 1947, la doctrine Jdanov, qui accompagne la création du Kominform ce mois-là, a précédé de trois mois l'offensive intellectuelle de la Pravda du 29 janvier 1948, contre le projet de fédération balkanique de Tito.

#### Janvier 1949: procès en diffamation contre Pierre Daix
En 1947, la traduction en France du livre écrit en 1946 par Viktor Kravchenko, J'ai choisi la liberté : La vie publique et privée d'un haut fonctionnaire soviétique est un gros succès d'édition: un demi-million d'exemplaires vendus. Mais il déclenche une polémique. Le 13 novembre 1947, deux mois après que Louis Aragon ait nommé Pierre Daix rédacteur en chef de l'hebdomadaire Les Lettres françaises, le journaliste André Ulmann, accuse Viktor Kravchenko d'être un désinformateur et un agent des États-Unis. Kravchenko porte plainte pour diffamation, nommément contre Claude Morgan, directeur et André Wurmser, rédacteur des Lettres françaises.
Une centaine de témoins participent au procès « procès du siècle », débuté le 24 janvier 1949 devant le tribunal correctionnel de la Seine. D'anciens collègues de Kravchenko et son ex-épouse, envoyés par l'URSS perdent pied face aux questions de Georges Izard. Parmi les survivants de camps de concentration soviétiques qui témoignent, Margarete Buber-Neumann, déportée au Goulag puis livrée par Staline à l'Allemagne nazie qui l'a déportée à Ravensbrück et veuve du leader communiste allemand Heinz Neumann, fusillé en 1937 lors de la Grande terreur. Le 4 avril 1949, Kravchenko l'emporte. Le tribunal correctionnel de la Seine lui accorde un dédommagement de 150 000 francs, cependant symbolique en comparaison des 11 millions demandés. Claude Morgan et André Wurmser, des Lettres françaises, sont condamnés à 5 000 francs d'amende chacun.
Un an après, le journal d'Aragon et Pierre Daix perdra un autre procès en diffamation, contre David Rousset, qui avait lancé dans le Figaro-Littéraire du 12 novembre 1949 un appel aux anciens déportés à tracer une carte des goulags, dans l'espoir qu'une enquête soit menée. Pierre Daix lui avait répondu le 17 novembre par un article prétendant que c'était un faux.

#### Eté 1949, procès staliniens en Hongrie et Bulgarie
Les campagnes anti-titistes du PCF en France coïncident avec une vague de procès staliniens emblématiques de la politique d'épuration de Staline à l'été 1949. László Rajk, ministre de l'intérieur et ministre des affaires étrangères de Hongrie, est exécuté pour des « crimes » inventés de toutes pièces. Le procès du bulgare Traïcho Kostov suit de peu, tout comme celui de Rudolf Slánský en Tchécoslovaquie, en décembre 1949 jugé avec dix autres membres du Parti, dont l'ancien ministre des finances Stepanov Natchev.
Kostov est accusé d'avoir fait nommer Tito à la tête du Parti communiste yougoslave et d'avoir partie liée avec le régime yougoslave ainsi qu'avec le Royaume-Uni.
Le même mois, dans les colonnes du journal Esprit, par qui le scandale a éclaté un mois plus tôt, Jean Cassou et Vercors, rompent avec le communisme soviétique, un « cuisant échec » pour Laurent Casanova, le responsable de la « commission des intellectuels » du PCF. Cassou rompt « non pas par conscience de l’injustice de la condamnation de Rajk mais par rejet du mécanisme judiciaire stalinien » pour obtenir les aveux de Rajk, et Vercors aussi, dans un texte écrit le 20 octobre mais publié seulement dans le même numéro de décembre. Dans le numéro de mars 1950 de la revue Europe, Louis Aragon lui répond très violemment.
Pierre Daix, que Louis Aragon va nommer six mois plus tard rédacteur en chef de Ce soir, s'attaque aussi à Vercors pour justifier la censure de son article sur le sujet dans Les Lettres françaises, qu'il dirige depuis 1947. Ce « premier débat avec lui » sur le procès de László Rajk à l'automne 1949 « me renseigne aujourd'hui sur la maladie mentale que j'ai traversé alors », écrira Pierre Daix, en 1976, dans un livre de souvenirs.

#### Hiver 1949-1950, les nouveaux journaux «anti-staliniens»
Dans les mois qui suivent l'hiver 1949-1950, de nouveaux journaux « anti-staliniens » ont le vent en poupe. Les « Titistes », semblent en grande partie soudés par la prestigieuse revue Contemporains, fondée par Clara Malraux, divorcée depuis 1947 d'André Malraux avec qui elle s'est brouillée lors de la guerre d'Espagne, quand tous deux combattaient dans les Brigades internationales en 1937, Malraux prétendant s'ériger en chef d'escadrille sans être aviateur. Elle publie une quinzaine de numéros, de novembre 1950 à octobre 1951, à l'époque où Maurice Merleau-Ponty et Jean-Paul Sartre, font leur coup d'éclat du 1er janvier 1950, contre le goulag, dans la revue concurrente Les Temps modernes, portée par la notoriété de Sartre aux États-Unis.
Au même moment, un autre grand résistant résolument anti-stalinien, Claude Bourdet quitte le journal Combat en 1950, quand le nouveau propriétaire Henri Smadja soutient les gaulliste qui préparent leur percée aux législatives de 1951. Avec Gilles Martinet et Roger Stéphane, IL fonde en 1950 L’Observateur qui devient L’Observateur Aujourd’hui (1953), France Observateur (1954) puis le Nouvel observateur (1964) et enfin L'Obs en 2014. Dès l'été 1950, l'hebdomadaire réclame, avec Daniel Guérin, la reconnaissance de la Chine populaire par la France. Centré sur la lutte anti-coloniale, les anti-staliniens chrétiens de L’Observateur dénoncent la répression qui a fait 30 000 morts à Madagascar en 1947, puis la torture en Algérie dans un article du 6 décembre 1951 intitulé « Y a-t-il une Gestapo en Algérie ? », à l'occasion des procès de 1951-1952 de militants de l'OS du MTLD de Messali Hadj.

### L'avancée du communisme en Indochine, Chine et Corée

#### Juin 1950: guerre de Corée après la Chine et l'appel de Stockholm
Après le coup de Prague de février 1948, l’URSS voit son image se détériorer en Occident tandis qu'en 1947-1948, la critique de la solidarité euro-américaine, matérialisée par le plan Marshall et la création de l'organisation militaire interatlantique OTAN, devient le « cheval de bataille » des partis communistes français et italien.
Tchang Kaï-chek subit une grave défaite en Chine en septembre-décembre 1949, le communistes de Mao-Tsé Toung s'emparant du pays le plus peuplé, ce qui fait monter progressivement le Maccarthysme aux États-Unis. Plus tard, la guerre de Corée, démarrée le 28 juin 1950, va mettre encore plus en avant cette problématique, déjà renforcée par l'"Appel de Stockholm", pétition lancée le 19 mars 1950 contre l'armement nucléaire par Frédéric Joliot-Curie et le Mouvement de la paix, — d'inspiration communiste —. La guerre de Corée va durer jusqu'au 27 juillet 1953, les Chinois et surtout les Soviétique assurant le gros des combats.
Dans le tableau de 1951 "Massacre en Corée", Pablo Picasso participe à la mobilisation contre elle, qui prendra l'année suivante des formes moins avenantes, débouchant sur les deux morts de la manifestation contre le général Ridgway à Paris le 28 mai 1952.
Mais plus globalement, en raison du rôle joué par les Russes et les Chinois dans la guerre de Corée, les français et italiens comprennent alors que « désormais, la menace vient plus de Moscou que de Berlin », les anticommunistes assurant le succès du mouvement "Paix et Liberté", fondé le 8 septembre 1950 avec l'argent de la CIA, dont l'affiche-carricature de Picasso, détournant la "Colombe de la paix", fait un tabac.
Les partis communistes de ces deux pays s'isolent alors progressivement. La mémoire de la Seconde Guerre mondiale est alors en France « ouvertement utilisée » par les campagnes d'affichages du PCF « pour établir un parallèle entre l’ancien occupant nazi et l'"invasion yankee" » en Corée.
La France est au même moment de plus en plus engagée dans une guerre d'Indochine qui vient de prendre la forme d'une guérilla difficile, d'où se dégage à compter de 1950 le sentiment d'un enlisement à grande échelle, puis la nécessité de transformer une guerre de reconquête coloniale en croisade anticommuniste avec les dollars américains, le président Harry S. Truman signant avec le Viêt Nam des accords d’aide militaire.

#### Eté 1950: le contexte géopolitique se durcit
Le maccarthysme américain culmine au cours de l'été 1950 quand débute la guerre de Corée, déclenchée par l'invasion du Sud par 135 000 soldats Nord-Coréens le 25 juin 1950 ce qui incite les États-Unis à suivre de très près aussi le conflit en Indochine.
Dès septembre 1950, les États-Unis créent le Military Assistance Advisory Group (en) (MAAG) pour regrouper les demandes d'aide française, conseiller en stratégie et entraîner les soldats vietnamiens. Dans la foulée, le congrès vote de nouveaux budgets: en deux ans, l'aide financière américaine passe de 20 % à 41% du coût de la guerre d'Indochine.
Le débat de l'été 1950 sur la participation française au conflit coréen est ainsi plus complexe, voire « épineux », que dans les autres pays et il faut former, spécialement, une unité de volontaires pour ne pas dégarnir l'autre front. La France répond ainsi à l'appel de l'ONU par l'envoi d'abord de l'aviso colonial La Grandière puis en août de 3 421 hommes formant le bataillon français de l'ONU, intégré, avec des renforts coréens et américains, au 23e régiment de la 2e division d'infanterie (États-Unis). C'est pour l'armée française la première opération militaire d’une telle envergure depuis 1940. Les volontaires accoururent et un quart des soldats seulement sont issus de l’armée d’active, ce qui amène un journaliste à écrire : « Ils vont au combat comme on va à l’autel », souvent pour « effacer le souvenir de 1940 ».

### Les tensions sur les enjeux mémoriels

#### Le culte de la personnalité de Maurice Thorez
Les purges politiques des années 1950 à la direction du PCF démarrent au moment où monte en puissance le culte de la personnalité du secrétaire général du PCF Maurice Thorez, dont l'autobiographie Fils du peuple est rééditée à grand frais de promotion quelques mois avant la célébration de son cinquantième anniversaire, point culminant du culte de la personnalité organisé autour de Thorez. Du 22 avril au 4 mai 1950, de nombreuses cellules et sections visitent une exposition ouverte tous les jours à la Mairie d'Ivry, avec les milliers de cadeaux offerts pour ses 50 ans, célébrée dans la presse communiste, dans le sillage des 70 ans de Staline fêtés fin 1949. Avant-guerre, ses anniversaires ne donnaient pas lieu à de grandes célébrations. Thorez ne recevait que les hommages issus de sa circonscription. Le dimanche qui suit le vendredi du cinquantième anniversaire de la naissance de Maurice Thorez , il fait partie d'un tout petit groupe des quatre principaux héros de la Résistance dans la région invités à déjeuner dans le village natal de Maurice Thorez à Noyelles-Godault, frontière du Nord et du Pas-de-Calais autour de sa mère Clémence.
Les trois autres sont Nestor Calonne, René Camphin et Auguste Lecoeur, et Roger Pannequin y voit une réconciliation entre eux et Thorez quelques jours après le congrès. Dès leur arrivée, ils sont invités à monter à bord de deux voitures pour aller poser quelques kilomètres plus loin pour les photographe de la presse devant une « pierre commémorative » de la grève patriotique que les mineurs menèrent en mai et juin 1941, au lieu où elle a démarré à la Fosse n° 7 - 7 bis des mines de Dourges, dite du "Dahomey", à Montigny-en-Gohelle pour la commémorer. Principal dirigeant du PCF à partir de 1927, Thorez y a créé un système de "cour communiste", où tous sont particulièrement attentifs aux signes extérieurs de faveur ou de défaveur émis par « le roi », où tous les dirigeants, "éduqués dans ce sens" y "doivent leur poste d'abord à leur inconditionnalité" à son égard et "acceptent que la décision finale lui revienne toujours". Comme à la cour des rois de France, l'art d'observer le secrétaire général- y est la vertu cardinale des courtisans communistes, chez qui l’octroi ou le retrait de menues faveurs suffisant à plonger dans l’angoisse ou faire jubiler par l'espoir d'une "reconnaissance prometteuse".

#### Printemps 1949, l'alerte de Charles Tillon
Au printemps 1949, dans le sillage de la grève des mineurs de 1948 et des prémices de la grève des dockers de 1949-1950 en France, le climat envers la Résistance française se déteriore. En juin, Charles Tillon dénonce, devant 800 congressistes de l'Association des anciens FTP, les poursuites engagées contre les résistants, plus de mille ayant été selon lui condamnés ou emprisonnés.
En 1949 aussi, le jeune agrégé Guy Serbat, officier dans l'armée et ex-commandant militaire en second en zone sud des FTPF depuis Noël 1943, se voit confier la totalité de la rédaction d'un livre sur l'histoire de la Résistance, préparé par la commission mise en place pour cela par Charles Tillon le 20 mars 1947. L'enquête approfondie de 700 pages, à publier aux éditions France d’abord, s'éloigne des hagiographies attendues à la gloire du PCF et cite à peine Maurice Thorez, pour accorder une place importante aux chefs FTP comme Georges Guingouin et Charles Tillon. Mais dès mai 1949 Guy Serbat se retrouve inculpé par la Justice française pour atteinte à la sûreté extérieure de l'État, en raison de son enquête.
L'enquête va ensuite piétiner, notamment au cours de l'année 1951. Serbat sera finalement jugé à huis clos devant le tribunal militaire de Paris, où il bénéficiera d'un acquittement en octobre 1951. Entre-temps, le PCF défend peu la résistance intérieure française.
La « haute direction s'emploie à justifier la politique de 1939-1940 » du PCF, marquée par le Pacte germano-soviétique, au moment où Georges Guingouin et Charles Tillon « glorifient dans désemparer » la résistance intérieure française, créant une situation de « guerre larvée » entre les porteurs de ces deux discours.
Les premiers exemplaires de la collection "Mémorial exemples" des Éditions sociales maison d'édition du PCF, consacrés à la résistance intérieure française, seront même pilonnés en 1949, un texte de Max Reinat y échappant cependant, consacré à "Guy Môquet, héros patriote de 17 ans, mort pour une vie plus belle". En décembre 1950, L'Humanité publie un numéro spécial consacré à trente ans de vie du PCF qui ne consacre aucun article à la résistance intérieure française.

#### Décembre 1949: Maurice Thorez et la grève de 1941
Alors qu'Aragon, qui est retourné dans le Pas-de-Calais à l'été 1949 à l'invitation de Lecoeur, semble encore hésiter sur la suite à donner à sa saga "Les Communistes", les Éditions sociales, appartenant au PCF, ont publié en décembre 1949, peu avant les purges contre les anciens résistants du PCF, un livre sur la grève des mineurs du Nord-Pas-de-Calais (1941), tentant d'accréditer dès les premières pages du premier chapitre la thèse, contredite ensuite par tous les historiens, d'une grève menée à l'Appel du 10 juillet 1940, signé par Maurice Thorez et Jacques Duclos.
Alors que la première plaque sur le monument commémoratif du Dahomey de Montigny-en-Gohelle honorait la grève de la mention « d'ici le 26 mai 1941 fut déclenchée la grève des 100 000 mineurs… », une seconde plaque fut scellée au-dessus pour ajouter « Répondant à l'appel historique lancé du sol national le 10 juillet 1940 par Maurice Thorez et Jacques Duclos. Cependant, « en 1940 Duclos est en Belgique tandis que Thorez est en URSS »,.
Roger Pannequin, l'une des victimes de purges a souligné que le climat de culte de la personnalité avait même amené le résistant Marcel Prenant, de retour de déportation, à se faire applaudir à la tribune du congrès PCF de juin-juillet 1945 par un « Salut à Maurice Thorez, le premier FTP de France! » alors que ce dernier avait passé la guerre en URSS.
Pourtant, la réplique de Maurice Thorez quand on lui parlait des points faibles du PCF dans la Résistance avant juin 1941, était « Mais regardez la grève des mineurs qui était dirigée par notre camarade Lecœur ! », selon ce dernier.
En mai 1949, Louis Aragon avait publié le premier tome de son œuvre Les Communistes. Le second publié l'année suivante, mettra en scène des militants communistes au début de la guerre de 1939-1945, dans le stade d'Hénin-Liétard, dans le bassin minier du Pas-de-Calais, parmi lesquels Léon Delfosse, qui sera directeur des Charbonnages de France de 1945 à 1947. Alors que l'écrivain était venu dans la région rencontrer Auguste Lecœur, président du syndicat régional des mineurs, et lui avait lu ensuite le passage mettant en scène Léon Delfosse, Lecœur avait mis en doute l'importance de ses actions résistantes et évoqué son absence du bassin minier à cette époque, en expliquant qu'il avait été promu au comité central, contre la volonté des délégués syndicaux, à la demande insistante et peu appréciée de la femme de Maurice Thorez.
Quinze ans plus tard, et douze ans après l'éviction de la direction du PCF d'Auguste Lecœur, qui a entre-temps raconté l'anecdote dans son autobiographie, la version rééditée en 1966 par Aragon du roman Les Communistes tiendra finalement compte de la remarque de Lecœur et réduira le rôle de Léon Delfosse. Les tomes suivants de l'œuvre Les Communistes n'ont pas été publiés malgré la très forte diffusion des premiers. La grève des mineurs du Nord-Pas-de-Calais (1941) n'y a donc jamais été racontée alors qu'Aragon était descendu en 1946 au fond du puits où cette grève avait commencé, en expliquant au quotidien communiste régional son souhait de la raconter dans cette œuvre, déjà en projet.
Pour son récit, Louis Aragon avait dit s'être inspiré de nombreux témoignages recueillis en 1945 à travers le bassin minier, notamment sur l'assassinat du lieutenant anglais Keith Davenport dans la villa hébergeant le QG britannique à Oignies. Ce dernier s'est en réalité éteint en 1989, près de Londres, ayant pu rejoindre Dunkerque et s'embarquer pour l'Angleterre, comme son épouse Catherine Davenport l'a révélé à la presse française 62 ans plus tard. Un mausolée, dans une rue rebaptisée "des 80-Fusillés" atteste bien d'un massacre par les Allemands le 28 mai 1940 à Oignies, de 124 prisonniers britanniques, où un homme a probablement été pris pour Davenport, mais selon Dominique Prymak, président de la société d’histoire locale cité par La Voix du Nord, un grand-père et le président du Souvenir français se souvenaient d'avoir aperçu le lieutenant anglais dans la ville 3 jours après le drame.

#### Mars et juin 1951: les publications sur Manouchian et Debarge
Selon l'historien Stéphane Courtois, le processus s'est accéléré après deux initiatives perçues comme provocantes de la part des ex-résistants français, sur le plan éditorial, au premier semestre 1951, alors que la question de la Résistance est au même moment au cœur des accusations dans l'Affaire Pronnier, largement couverte par les quotidiens français. Les "Œuvres" autobiographiques à la gloire de Maurice Thorez ont commencé à paraitre en France depuis la fin novembre 1950, juste après son départ le 12 novembre se faire soigner en URSS, et leur édition va s'échelonner en 23 volumes jusqu'en 1965.
Les conflits éditoriaux débutent selon Stéphane Courtois par la publication en mars 1951 d'un ouvrage illustré de nombreuses photos, "Pages de gloire des 23", livre illustré sur les FTP MOI, avec l'association des anciens FTP et une post-face de son président Charles Tillon et la préface de celui du « comité français pour la défense des immigrés » (CFDI), Justin Godardt. C'est la première réelle publication rappelant l'action des combattants des FTP-MOI, résistants de la région parisienne, de l'Affiche rouge, ou "Groupe Manouchian", fusillés le 21 février 1944, depuis le 1er mars 1944, quand L'Humanité, alors encore clandestine leur avait consacré 15 brèves lignes, sans citer de nom.
En mai 1951, les mêmes Editions France d'Abord publient, toujours avec une postface de Charles Tillon, Les Carnets de Charles Debarge, témoignage d'un héros de la grève des mineurs du Nord-Pas-de-Calais (1941), Charles Debarge, réécrits et commentés par une jeune journaliste à L'Humanité, Madeleine Riffaud, entrée en possession de ces carnets par le hasard des rencontres lorsqu'elle couvre la grève des mineurs de 1948 puis les publie trois ans plus tard, peu avant de partir couvrir la très critiquée guerre d'Indochine. Le document d'origine, conservé au Musée de la Résistance nationale, a été publié en juillet 2001 par l'association Gauheria, pour comparer avec les extraits de la version de 1951 et rétablir les doutes et les interrogations que comportait Le document originel.

#### Les contre-publications stalinistes d'avril et août 1951
En l'absence de Maurice Thorez, les soviétiques encouragent l'autre tendance au sein du PCF, plus fidèle à Staline, qui s'exprime au même moment en avril 1951 par la réédition en version réduite aux Éditeurs français réunis, dirigés par Louis Aragon, président-directeur général, d'un texte de Florimond Bonte, un proche de longue date de Thorez, ex-rédacteur en chef de L'Humanité (1929-1934), devenu directeur de France-Nouvelle (1945-1956) et de Liberté de Certitude de victoire, ode vibrante au stalinisme. En août 1951, les Éditions de Moscou publient à leur tour, en français, des "Lettres des communistes fusillés" « qui apparaissent immédiatement comme une critique implicite » d'un ouvrage similaire, portant le même titre que les mêmes Éditions France d'Abord avaient de leur côté édité cinq ans plus tôt. La version "soviétique" est expurgée de nombreuses lettres, en particulier toutes celles de combattants de l'Affiche rouge, tandis qu'est conservée celle de Louis Delobel, voisin et proche de Thorez à Noyelles-Godault, dans le Pas-de-Calais, qui avait opéré sous le commandement de Charles Debarge, organisé des vols d’explosif avant d'être fusillé le 29 septembre 1942 à la citadelle d’Arras. Cette publication signale l'opposition de Moscou à tout groupe « constitué sur la solidarité et la mémoire d'une expérience commune »,. En 1953, les Éditeurs français réunis, considérés comme très proche du courant du réalisme socialiste au début des années 1950, avec une collection sans grand succès intitulée 1949 à 1952 « le Pays de Staline », perdront de nombreux auteurs. Jugé représentatif du décalage entre l’énergie consacrée à propagande et les tirages, « Le pays de Staline » voit son échec constaté dès 1951. Moins investies dans la propagande pure, les Éditions sociales sont cependant en crise aussi dès 1952-1953.

## Méthodes

### Décalque des procès de Moscou
L'affaire Marty-Tillon est un « exemple quasi parfait de ces méthodes » mises en œuvre par le PCF car elle est « un décalque des grands procès inaugurés à Moscou dans les années 30, puis pratiqués en Tchécoslovaquie et en Hongrie au début des années 1950 ». Pour constituer ce que les adversaires appelaient "purge", il fallait deux dirigeants au moins, accusés de "fractionnisme", en formant un "groupe" communiquant hors des instances.
Les méthodes consistent aussi souvent à chercher des bouc-émissaires au moment de difficultés du PCF. Aux législatives de juin 1951, il a perdu 2 points par rapport à 1946, passé de 167 à 97 sièges à l'Assemblée nationale, même s'il demeure le premier parti avec 26,5 % des voix et en février 1952 son mot d'ordre de grève n'est pas suivi.
François Billoux expose en avril 1952 la nouvelle ligne: intensifier encore l'activisme contre les États-Unis. La manifestation parisienne du 28 mai 1952 contre le général américain Matthew Ridgway, soupçonné d'utiliser des armes bactériologiques dans la guerre de Corée cause la mort par balle d'un algérien dans le 18e arrondissement, et de nombreux blessés, tandis que 718 personnes sont arrêtées parmi lesquelles le numéro 2 du parti Jacques Duclos
Le 26 mai 1952, André Marty est sommé de s'expliquer au sujet d'une rencontre qu'il a eue avec Charles Tillon, au printemps 1951, au domicile d'un beau-frère écarté du comité central en 1950. Marty est accusé d'être entré en relation avec un journaliste "bourgeois". Une commission composée de Léon Mauvais, Marcel Servin et Gaston Auguet, enquête sur leur "travail fractionnel" et présente son rapport le 1er septembre au bureau politique.
L'affaire Marty-Tillon a été « fabriquée et intégrée dans la longue chaîne des procès qui commencent à Budapest et culminent à Prague en novembre 1952 », nourrie par un besoin d’imiter les pratiques soviétiques de guerre froide, afin de complaire à la paranoïa croissante de Staline, au moment où les Russes cherchaient aussi des traîtres en France. Elle découle aussi de la rivalité constante d'André Marty avec Maurice Thorez depuis l’avant-guerre.

### Isolement et interdits contre journaux et personnes
Les victimes subissent de « rudes humiliations au nom de la discipline », ce qui fait c’est « moins pour libérer leur conscience que pour attirer l’attention », sur l'erreur inhérente aux méthodes staliniennes, comme l'illustre la formule de Charles Tillon, « Ce qui est grave ce n'est pas d'avoir été stalinien, c'est de le demeurer quand on sait ce qu'est le stalinisme. ».
La presse communiste, alors très influente dans certaines régions et certains secteurs universitaires, ne cessa de « lancer des interdits stricts contre des journaux et des personnes accusés d'être, par exemple, des agents de l'Intelligence Service », comme ce fut le cas lors de l'exclusion d'Edgar Morin. Elle contribue à l'éclosion d'une « morale bien comprise » qui faisait que « chaque militant savait rompre avec ses amis d'hier devenus suspects », comme le montre le témoignage de Jorge Semprún « prenant la peine de montrer au communiste hongrois Georges Szekeres qu'il le voit mais qu'il ne le connaît plus » ou de la femme d'Auguste Lecoeur racontant que plus aucun ami n'osait leur parler après la purge.
Le parti communiste offrait au contraire à ses intellectuels un lieu d'édition spécifique mais aussi une critique dans sa presse spécialisée, parfois même dans L'Humanité, dans France nouvelle, d'autant plus précieux que le reste de la presse a eu tendance, par réaction à l'enthousiasme exagéré de la presse communiste, à boycotter ces auteurs. Le PCF assurait aussi la diffusion : « batailles du livre, ventes du Comité national des écrivains (CNE), expositions internes, location de galeries », permettant parfois à de jeunes intellectuels en cour au parti une visibilité, qui à l'époque, d'une manière générale « s'acquiert lentement, avec l'âge ». Louis Aragon promeut ainsi très vite André Stil et Pierre Daix. Il est au centre de cette nébuleuse de presse, souvent l'un des plus virulents dans les purges, notamment contre Auguste Lecoeur, ou lorsqu'il publie L'Art de parti en France en 1954, mais conservera parfois l'image d'un intellectuel qui est seulement alors resté silencieux.

### Méthodes d'intimidation
Les purges font partie d'une palette de méthodes d'intimidation qui visent plus particulièrement les intellectuels, en créant chez eux la peur de l'exclusion mais aussi de voir leur travail brutalement interrompu sans dire pourquoi, même s'ils ne sont ni exclus ni sanctionnés, comme l'a expérimenté le prestigieux biologiste Marcel Prenant placé à la tête de l'"Encyclopédie de la Renaissance française" pendant un an, qui fut supprimée du jour au lendemain sans la moindre explication. Pierre Hervé, dernier rédacteur en chef d'Action a vécu une expérience proche tandis que Paul Noirot est informé da la suspension de son journal Démocratie nouvelle alors qu'il est déjà aux trois quarts imprimé.
Le vocabulaire utilisé vers 1952-1958 pour évoquer la « peur de devenir un renégat » témoigne du climat : certains intellectuels, imaginant leur exclusion parlaient de se suicider, d'autres disaient même qu'ils en mourraient, comme Léon Moussinac ou Paul Eluard, ce qui a fait parfois évoquer aux sociologues la « rupture de communauté » avec les « puissances et choses sacrées » dont la présence normalement les soutenait, propres à certaines communautés comme les Maoris du Pacifique. Les anecdotes évoquent aussi l'émergence de sentiments très inégalitaires: racontant la préparation de l'anniversaire de Staline à L'Humanité, le journaliste Jean Recanati rapporte : « La seule fausse note était venue d'un iconoclaste, rédacteur à la rubrique sportive, qui fut immédiatement licencié pour avoir demandé ironiquement « Et moi ? Qu'est-ce qu'on m'offrira pour mes trente ans ? ».

### Mise en scène spectaculaire des intimidations
La mise en scène spectaculaire des intimidations contre les dissidents, qui en Europe de l'est a été au même moment jusqu'à des « événements savamment organisés et médiatisés » afin de délivrer une « pédagogie infernale » à un public présenté comme impuissant visait le plus souvent à assurer une « double fonction de vitrine et d’éducation des masses » a théorisé l'historienne Annie Kriegel. Les accusés étaient forcés à avouer des crimes imaginaires et leurs aveux faisaient l'objet de publicité.
Elle a pu prendre la forme de réunions sur les lieux de travail, meetings de rue, défilés de travailleurs, et en en Europe de l'est des procès ou « réactions » populaires médiatisées, afin que la société « éclatée de peur », se « ressoude en une société unanime ».
En Union société, pour mettre à l’épreuve les accusés, ces procès ont parfois été précédés de « répétitions » dans une salle remplie d’agents de la Guépéou, parfois déguisés en journalistes étrangers. En URSS, le plus souvent la vitrine apparente avait dissimulé très tôt, en réalité, un "événement écran", comme dans les procès de Moscou des années 1930 tentant de faire passer la Grande Terreur pour une simple répression politique, alors qu'elle visait des populatios beaucoup plus larges.
En 1991, Nicolas Werth historien dd CNRS,
spécialiste de l’histoire de l’Union soviétique a approfondi les recherches sur la finalité des procès politiques publics en établissant une trilogie des rites spécifiques au stalinisme, l’autobiographie pour l’admission, l’examen de passage lors des purges régulières du Parti, et l’autocritique, plaçant chaque individu "constamment" en culpabilité et en échec "face au devoir de transparence absolue vis-à-vis du Parti", dans une méthode contraignant à "relire son propre parcours à la lumière de la vérité officielle" de ce parti.

## Victimes

### Les purges découlant de soupçons de titisme

#### Eté 1948, Clara Malraux et Marie-Jeanne Boulanger
Dès le déclenchement de la lutte contre Tito par Staline en juin 1948, des militants du PCF tentent d'enfoncer les portes de la Salle des sociétés savantes où sont réunis des pro-titistes autour de Clara Malraux et son nouveau compagnon l'écrivain communiste Jean Duvignaud. Les titistes sont traités d'espions, saboteurs, ou fascistes.
Le mois suivant, en juillet 1948, démarre l'Affaire Prot, avec l'exclusion de Marie-Jeanne Boulanger, proche amie du député Louis Prot et son adjointe à la mairie de Longueau, fief PCF chez les cheminots. L'affaire est discrêtement montée par Jacques Duclos, numéro deux du PCF, pour obliger Louis Prot à lui donner des lettres écrites en prison, par son prestigieux prédécesseur dans la Somme, Jean Catelas, guillotinné par les Allemands en chantant La Marseillaise. Lors de la réinhumation de sa dépouille le 14 octobre 1945, « 10 000 personnes au moins ont fait à Jean Catelas d’imposantes funérailles » titrait Le Courrier picard. Jacques Duclos, numéro deux du PCF, en est relativement inquiet car la sécurité de Jean Catelas n'avait pas été très solidement assurée, tandis qu'il était un témoin gênant et critique des tentatives pour faire reparaitre durablement L'Humanité, auxquelles Jacques Duclos a aussi participé, comme il le décrit dans le détail dans les lettres qu'il a transmises, de sa prison, à Louis Prot.

#### Été 1949: l'affaire Liane Lelaurain dans la Marne
À l'été, c'est Liane Lelaurain, déportée à Ravensbrück et veuve d'un cheminot assassiné dans la Résistance qui est suspectée de titisme car remariée avec un Yougoslave qui l'a emmenée passer ses vacances au pays, où elle fut célébrée comme une communiste française dans des manifestations officielles. En octobre, elle dément tout titisme, sans convaincre ses détracteurs, dans un entretien à l'hebdomadaire communiste La Champagne (journal français), dirigé par le leader des résistants dans la Marne Léon Borgniet, ami proche du scientifique et député Marcel Prenant, ex-dirigeant national des FTP. Léon Borgniet est aussi secrétaire général du quotidien L'Union (journal français) dont il est écarté peu après, de très nombreux articles le soupçonnant de titisme,, malgré une autocritique publique en présence du numéro deux du PCF Jacques Duclos en novembre 1949. Les journaux régionaux multiplient les titres sur la "vigilance", les cadres ne cessant de prouver qu'ils ne "sous-estiment pas" ce danger. En octobre-novembre, la fédération de la Seine, où une quinzaine de jeunes salariés de Chausson partiront en Yougoslavie en 1950 et où des militants yougoslaves se voient refuser leur carte du PCF, charge Maurice Armanet de combattre et surveiller les titistes, puis le secrétariat du PCF rappelle à l'ordre la Nièvre, le Rhône et la Marne.

#### Automne 1949, nouvelles purges anti-titistes
À l’automne 1949, de nouvelles purges anti-titistes visent les cadres "titistes"" de la CGT. Yves Dellac est appelé par le numéro 2 de la CGT Alain Le Léap à démissionner du bureau confédéral, alors que depuis le 5 janvier 1948, il est élu au secrétariat. Le 23 février 1950, il démissionne puis se rend à Belgrade sur invitation du régime de Tito, en avril-mai 1950, et subit de dures attaques personnelles en plus d'une exclusion de la CGT.
En 1949, Léon Mauvais, chef de la Section d’organisation du PCF, nomme responsable de la lutte contre le « titisme » un vétéran, Jules Decaux, élu de la Manche au premier Conseil de la République en décembre 1946 et chargé à la commission des cadres des « dossiers les plus discrets »,. Pierre Villon lui confesse le 2 novembre 1949 la visite du général Ljubomir Ilic, ancien des Brigades internationales et du Camp du Vernet, venu lui demander son aide pour entrer en contact avec des dirigeants du PCF (Marty, Duclos, Casanova, Tillon) et dénoncer les procès politiques contre les yougoslaves et les anciens brigadistes. La tension est d'autant plus forte que côté intellectuels, les journaux du PCF subissent une concurrence redoublée. Edgar Morin reçoit à partir de 1950 ses amis Clara Malraux, fondatrice en 1950 de la revue Contemporains et Jean Cassou à leurs retours des séjours en Yougoslavie où ils ont épousé la cause du Titisme. Pourtant militant communiste, Jean Cassou, résistant et fondateur du Musée d'art moderne de la Ville de Paris, est notamment accusé de « titisme » par André Jdanov qui, dès l'été 1946, avait lancé « le signal de la terreur dans les lettres et les arts ».

#### Janvier 1950, chasse aux "Brigades de travail" à Marseille
En janvier 1950, la direction du PCF durcit le ton contre les brigades de travail en Yougoslavie, en particulier à Marseille, où les dockers ont dès 1949 refusé de charger des armes vers les militaires français d'Indochine. Léon Mauvais souligne "l’expérience de la lutte des dockers contre la guerre du Vietnam » pour demander un militantisme plus "pur"" puis déplorer après le XIIe congrès du PCF d'avril 1950, marqué par la "chasse aux titistes", que le manque de vigilance révolutionnaire conduise à la « sous-estimation des dangers de guerre » et à l’incompréhension de la nature « fasciste » du régime de Belgrade.
Marcel Servient, docker actif lors des grèves du printemps 1950, est visé peu après dans un tract CGT le dénonçant un « traître au service du bourreau du peuple yougoslave » qui tente de recruter « des jaunes en vue de former des brigades » titistes. Le 10 juillet, le quotidien communiste régional La Marseillaise fustige « le rôle important réservé à Tito par les impérialistes anglo-américains » et croit voir dans la ville des agissements suspects commis par des « agents racoleurs de Tito » chargés de « corrompre et diviser la jeunesse française », même si selon les renseignements généraux « la police de Maurice Thorez » à Marseille souhaite surtout prouver à la direction PCF de Paris la « vigilance révolutionnaire » des communistes marseillais, en vue exclusion du PCF et de la CGT.

### Début 1950, exclusion de Marguerite Duras et Martha Desrumeaux
La chasse aux intellectuels "décadents" en continue. Début 1950, la guerre d'Indochine contraint la mère de Marguerite Duras à revenir en France. Début mars, un des camarades, qui serait Jorge Semprún, informe le Comité central du PCF qu'elle aurait, lors d'une soirée en compagnie d'autres écrivains, formulé de nombreuses critiques à l'égard de Louis Aragon, avec des « inconvenances envers certains membres du Parti et une ironie trop appuyée ». Elle s'indigne, car le PCF cherche à salir sa réputation. Le 8 mars, elle reçoit une lettre qui lui signifie son exclusion pour fréquentation de trotskistes et de boîtes de nuit. Son mari Robert Antelme, avec qui elle a fondé en 1945 les éditions de la Cité Universelle, est également exclu du PCF, pour les mêmes raisons.
Alors que la mort d'un militant communiste en novembre 1948 lors de l'Affaire Fougeron avait déjà marqué un durcissement très net du PCF, la tension reprend lorsque le Comité central du PCF des 9 et 10 décembre 1949 juge vital d'accentuer les actions contre la guerre en général, notamment celle d'Indochine, dans le sillage des actions des dockers de Marseille. À Marseille, la presse communiste se mobilise et appelle toute la population à soutenir les dockers: La Marseillaise et Midi-Soir informent les 27 et 28 décembre 1949 que le navire Pasteur, symbole de la guerre en Extrême-Orient car capable de convoyer à lui seul 3 000 hommes, repartira bientôt avec un nouveau contingent ». Le 9 janvier 1950, les deux quotidiens régionaux du PCF annoncent une manifestation le lendemain contre cet appareillage. D'autres navires sont signalés aussi par la presse communiste comme partant les 17 janvier, 18 et 22 février 1950 avec chacun plusieurs centaines de militaires. Ce même lundi 9 janvier 1950, des marins et métallos du Pasteur retardent le départ de 48 heures, après des affrontements avec la police. Le lendemain, l’équipage est réquisitionné.
La fleur d'acier, nouvelle de 16 pages d'André Stil évoquant l'action des dockers de Dunkerque est alors publiée dans la revue Europe de janvier, tandis que L'Humanité fait ses gros titres sur leur action.
Le PCF inaugure une phase violente, du début 1950, à 1952, au cours de laquelle les actions contre la guerre d'Indochine et le réarmement allemand représenteront 90% des manifestations, souvent violentes et impliquant à partir de 1950 la CGT. À La Rochelle, où les dockers refuseront de charger le Sainte-Mère-l'Église, marins et dockers affrontent les CRS et à Roanne, les heurts feront des blessés. Mais il y a surtout des morts, dès mars à Melun, quand le conducteur d'un camion militaire écrase, pour tenter de se dégager, des manifestants des usines Delattre qui lui jettent des pierres, puis le 15 avril à Brest où les soldats tirent sur des manifestants soupçonnés de jeter de l'acide, causant un mort et huit blessés.
Au même moment a lieu l'éviction de Martha Desrumeaux, qui était pourtant l'amie en 1930 de Jeannette Vermeersch, épouse de Maurice Thorez. Elle et Tourbier perdent leur postes à direction de la CGT du Nord, en prétextant à l’échec d'une série de grèves du textile le 25 novembre 1949,, jour où avait démarré la grève interprofessionnelle lancée par FO pour la liberté de négocier, qui avait débouché sur la loi du 11 février 1950 sur les conventions collectives. Les dockers de Dunkerque venaient pourtant de faire les gros titres de la presse parisienne, en bloquant des envois de locomotives fabriquées par Fives-Lille à destination de la guerre d'Indochine. C'est le premier port à rejoindre Marseille dans la grève des dockers de 1949-1950 en France, sous l'influence du docker CGT Lucien Duffuler, licencié avant-guerre pour refus de décharger des navires allemands à Croix gammée puis héros de la Résistance, ensuite condamné le 12 janvier 1949 à de la prison avec sursis, puis révoqué, car il avait à nouveau refusé durant la grève des mineurs de 1948 de décharger le charbon étranger. Le jeune André Stil a raconté ce conflit dans une nouvelle publiée dès janvier 1950, "Fleur d'acier". Louis Aragon, pour le PCF lui demande alors d'écrire un livre sur les dockers en plaçant l'action cette fois à La Rochelle. Il accepte et est nommé dès avril 1950 rédacteur en chef de L'Humanité.

### Avril 1950: les 27 mis à l'écart du congrès
Le XIIe congrès du Parti communiste français d'avril 1950 à Gennevilliers voit 27 des 84 membres élus du comité central non réélus, soit un renouvellement d'un tiers des membres contre un sixième en moyenne d'habitude. Il est marqué par « par l’interventionnisme soviétique ou par une volonté d'éliminer les résistants ou par l'esprit de clan de Thorez et Lecœur », surveillé de près par les soviétiques, comme le montrent leurs archives, qui se font envoyer des combinaisons de notices biographiques et questionnaires par la "section de montée des cadres" (SMC) du PCF, qu'ont supervisée Léon Mauvais et Auguste Lecœur. Ce dernier se voit contraint de participer à des mises à l'écart qui touchent principalement les nouveaux membres élus en 1945 dans le sillage de la Résistance, à la demande des soviétiques.
Au cours de ce XIIe congrès, André Marty, « le mutin de la mer Noire » et ex-secrétaire de l'Internationale communiste, commence à être isolé car la Commission centrale de contrôle politique qu'il dirigeait est mise en sommeil, une "commission des cadres" dirigée par Léon Mauvais prenant dans les faits la succession. Selon le journaliste, écrivain et historien Pierre Daix, les 27 évincés, « généralement des résistants comme Jean Chaintron ou des déportés comme Auguste Havez », l'ont été sur la base d'une liste préparée avant par Maurice Thorez, ce qui avait entrainé « une scène dramatique » entre ce dernier Auguste Havez. Quelques mois plus tard, Thorez, victime de crises d'hémiplégie, part se faire soigner en URSS, où il avait déjà passé la Seconde Guerre mondiale.

### Mars 1951: Lecoeur et Pannequin visés par l'affaire Pronnier
En février 1951, dans le Pas-de-Calais, des cultivateurs victimes de l'incendie volontaire de trois hangars surprennent et frappent un rôdeur qui répond d'un coup de revolver, tuant l'un d'eux, afin de s'enfuir. Dix jours plus tard, sur dénonciation, la police arrête un ex-capitaine des FTP, Pronnier, qui affirme n'être qu'un simple exécutant ayant agi sur ordre du PCF, et chez qui on a retrouvé le revolver Parabellum qui a servi au crime et un fusil-mitrailleur tchèque Škoda avec ses munitions.
Il met tout d'abord en cause trois cadres du Parti communiste français, dont deux du comité central, les ex-résistants Roger Pannequin et Joseph Legrand, ainsi qu'Eugène Glorieux, trésorier des mineurs CGT. Ce dernier l'aurait convoqué pour une « action immédiate » par un coup de téléphone du 15 février, dont la police ne retrouve aucune trace, à la suite d'une réunion à Sallaumines dont aucune trace n'est retrouvée non plus. Le 5 mars, dix perquisitions de la police chez d'anciens résistants ont découvert en tout deux vieux fusils Mauser, un parabellum et 4 autres revolvers, chez MM. Roussel, Dupuich et Laurent, inculpés mais laissés en liberté.
Les 4 et 5 mars, la presse découvre que Pronnier était un indicateur du directeur des Houillères du bassin du Nord et du Pas-de-Calais qu'il rencontrait via un intermédiaire au moins deux fois par mois à Liévin et il le reconnait. Cet indicateur, Guilluy affirmat qu'il a été mis au courant de la forma tion de « groupes de choc » et connaissait les décisions prises au cours des réunions communistes, ordonnant d’user de « représailles » contre les adversaires du parti, affirme le journal catholkique de droite La Croix du Nord.
Pronnier avait été mêlé sept ans plus tôt à l'assassinat à la mitraillette à son domicile 8 juin 1944 de François Bigot, président de la caisse de secours mutuels des mines de Liévin, révèle Le Monde le 5 mars. Selon le député communiste André Pierrard, le comité de résistance de Liévin avait reproché à François Bigot l'arrestation et la mort de plusieurs patriotes sous l'Occupation.
Le 6 mars 1951, on apprend que le père de Paul Pronnier avait lui-même été condamné à cinq ans de travaux forcés, dans une autre affaire de meurtre.
Mais le 18 mars, Auguste Lecœur patron du PCF dans le département déclare au déclare au quotidien Liberté que les militants PCF qui ont conservé des armes "sont à chaque instant susceptibles de servir la provocation contre le parti (…) c'est pourquoi des mesures d'exclusion seront prises à leur égard".
Finalement, l'avocat général Gobert, dans son réquisitoire, a écarté l'hypothèse des ordres donnés par le PCF, tout en estimant que rien non plus « ne permet de suspecter les Houillères ». Le 21 novembre 1951, la cour d'assises de Saint-Omer suit ses réquisitions et condamne Paul Pronnier à la peine de mort. En appel, le jury le condamne à la perpétuité et accorde plusieurs millions de francs de dommages-intérêts à la famille de François Beaucamp, l'agriculteur tué en février 1951.
La direction du PCF, de son côté, donne un blâme aux dirigeants de la fédération du Pas-de-Calais, Roger Pannequin et René Camphin tandis que Joseph Legrand, leader emblématique des mineurs à la Libération, est éliminé de tous les postes importants. Le quotidien régional de centre-droit La Voix du Nord se fait l'écho de ce qui apparaît comme des "purges" politiques.
Accusé de « lourdes fautes politiques », Joseph Legrand sera réhabilité au début des années 1970 par le PCF et élu maire de Carvin en 1977, mais aussi député de la 1re circonscription du Pas-de-Calais en 1973 et réélu en 1978

### Mars 1951: Tillon et Marty visés par l'affaire Clementis-Sling
Tillon et Marty sont accusés d'avoir initié une activité fractionnelle en contactant un journaliste "bourgeois" et en se recontrant au domicile d'un beau-frère au printemps 1951, quand une commission d'enquête sur eux est décidée d'URSS par Thorez confiée par Duclos à Léon Mauvais, Marcel Servin et Gaston Auguet en vue d'un rapport qui ne sera finalement présenté que le 1er septembre 1952 au bureau politique.
Au même moment, L'Humanité du 5 mars 1951 publie un entrefilet titré "La bande Clementis-Sling voulait prendre contact avec des espions au sein des partis communistes" d'Europe de l'Ouest, une allusion à l'ancien ministre des affaires étrangères de Tchécoslovaquie arrêté fin février "pour activité d'espionnage", le slovaque Clémentis Husak, considéré comme complice d'Otto Sling, secrétaire régional de Brno, capitale de la région de Moravie-du-Sud en de Tchéquie, qui sera exécuté le 3 décembre 1952.
Les purges viennent de reprendre en Europe de l'Est à l'époque où 169 544 personnes ont été rayées des listes ou expulsées du parti communiste tchécoslovque à la suite du " criblage" des six derniers mois de 1950. L'Humanité continue à couvrir cette affaire d'espions au sein des partis communistes à l'Ouest à l'automne 1951 et cesse de publier toute nécrologie des anciens militants des Brigades internationales, dont le leader était André Marty, dès lors visé par les soupçons d'espionnage des soviétiques, tandis que Charles Tillon, ex-numéro un des FTP, est aussi dans leur collimateur.
André Marty et Charles Tillon, ex-chef de file des communistes au sein des Brigades internationales sont évincés de la direction du PCF à partir du 1er septembre 1952, au terme d'un processus entamé au début de 1951. L'un et l'autre, par leur parcours ultérieur, faisaient « de l'ombre au secrétaire général ». Tous deux sont d'ex-"mutins de la mer Noire", ces marins excédés qui ont refusé d'aller combattre en 1919 la jeune Union sovétique, qualité qui leur est niée par le PCF à partir de 1952. André Marty, officier-mécanicien sur le Protêt, avait dans les années 1920 été condamné à 20 ans de travaux forcés pour avoir encouragé l'équipage de son croiseur à se révolter mais une vaste campagne aboutit à sa grâce par le président de la République, Alexandre Millerand, en 1923 et il a en 1947 été chargé par le PCF de superviser l'action contre les guerres de décolonisation en Indochine et au Maghreb.
Charles Tillon, quartier-maître sur un autre croiseur, le Guichen, se révolte aussi puis est condamné à cinq ans de bagne après le retour du navire en France, mais libéré pour raisons de santé en 1922.
Charles Tillon dirigea la fédération CGT des ports et docks puis fut élu à Aubervilliers député PCF du Front populaire mais aussi secrétaire de l'internationale des marins et dockers et dès le début de la guerre à la direction clandestine du PCF, avec Jacques Duclos et Benoît Frachon. Le 17 juin 1940 à Bordeaux, il prit l'initiative personnelle de lancer un appel à la résistance aux nazis puis le mot d'ordre d'insurrection à Paris dès le 10 août 1944, devenant ensuite successivement ministre de l'air, de l'armement, et de la reconstruction et de l'urbanisme. Délégué à Alger en octobre 1943, André Marty représentait le PCF auprès du général de Gaulle, chef de la France libre.

### 1952, Guingouin diffamé, exclu, puis diabolisé
Au cours de l'année 1952, le PCF exclut Georges Guingouin, pourtant présenté par De Gaulle comme « l’une des plus belles figures de la Résistance » et l'un des rares Compagnon de la Libération du PCF (douze sur 1 053 récipiendaires).
Pendant la guerre, Georges Guingouin a dirigé les 8 500 hommes le maquis de la montagne limousine et s'était déjà opposé à la direction du PCF. Début juin 1944, il avait reçu de Léon Mauvais, chef des FTP en zone sud, l'ordre de prendre Limoges mais avait refusé, estimant l'action prématurée et dangereuse pour la population, en raison de l'exemple tragique du Massacre de Tulle, à la libération prématurée de cette ville. En représailles, les Allemands avaient pendus 99 hommes aux balcons et déportés 139 autres, dont 101 ne revinrent pas). Devenu le 3 août 1944 chef départemental des FFI de la Haute-Vienne, le colonel Guingouin avait reçu deux mois après un nouvel ordre de prendre Limoges mais préfèré l'encercler le 21 août en exigeant la capitulation de la garnison allemande. Populaire, malgré des campagnes de presse diffamatoires, il avait ensuite pris aux municipales de 1947 la mairie de Limoges au socialiste Léon Betoulle, qui avait voté les pleins pouvoirs à Pétain en 1940.
En octobre 1949, inquiet des « dérives staliniennes » et du Culte de la personnalité voué à Maurice Thorez rédige un rapport critique sur la stratégie du PCF pendant la guerre, alors que ce dernier lui reproche toujours de n'avoir pas n'investi Limoges de force dès juin 1944. Lors des législatives de 1951, découvrant qu'il n'est pas en position éligible et que son rapport n'a jamais été examiné, il menace de ne pas participer aux élections, puis accepte finalement, après médiation de Waldeck Rochet, du secteur agricole. En janvier 1952, évoquant son rapport, il reçoit un ultimatum exigeant qu'il cesse d'aborder ces questions. En gare de Limoges, avec André Santrot, son prédécesseur à la tête du PCF de Limoges, il organise la destruction d'un stock de Figaro comportant la traduction des mémoires de l’officier SS Otto Skorzeny, ex-nazi, réfugié dans l'Espagne franquiste, responsable du trésor de guerre nazi amassé par Martin Bormann dès 1944, qui se faisait fort de gérer les fonds récupérés par les anciens SS, pour assurer matériellement leur vie dans les pays d'accueil d'Amérique du Sud.
Lors d'une réunion de la section de Limoges le 8 mars 1952, Guingouin est soupçonné de « fractionnisme » et déchire sa carte du parti communiste puis s'en va. Le bureau fédéral dément sa version dans la presse et le remplace immédiatement, indignant 6 des 11 conseillers municipaux communistes de Limoges.
Les bureaux de plusieurs cellules PCF de la région démissionnent pour protester. Georges Guingouin quitte la Haute-Vienne en avril pour Troyes, où sa femme a trouvé un poste d'institutrice remplaçante, puis obtient sa réintégration dans l'enseignement en septembre 1952 et tous deux un poste en Haute-Vienne. Il se heurte alors à Jacques Duclos, sorti de prison. Dans une réunion publique à Nantiat, le numéro deux du PCF reprend une partie des accusations de décembre 1945 du journal L'Époque accusant Guingouin d'avoir été responsable d'exécutions sommaires pendant la guerre, pourtant été jugées diffamatoires les 4 avril et 15 octobre 1946 par le Tribunal correctionnel de Limoges, puis la Cour d'appel de Grenoble le 19 mai 1947.
En octobre 1952, le PCF demande à la cellule de Guingouin de l'exclure mais elle refuse. Il est alors affecté autoritairement à une autre plus complaisante qui accepte le mois suivant. Le 15 novembre 1952, L'Humanité écrit : « avec Guingouin nous avons affaire à un ennemi de la pire espèce ».

### Septembre 1952: destruction du livre de la commission Tillon
À l'été 1952, la composition du premier volume du livre sur la Résistance de Guy Serbat est achevée. Le texte est relu par le secrétariat du PCF quand il doit être imprimé mais un commando détruit les épreuves à l'Imprimerie Crété de Corbeil début septembre 1952 alors que vient de démarrer, le 1er septembre, la mise en cause d'André Marty débattu au comité central des 3 et 4 septembre, duquel ne filtrent les premières indiscrétions que le 15 septembre.
« Ni l'un ni l'autre n'ont accepté jusqu'à présent de reconnaître les fautes qui leur sont reprochées », observe Jacques Fauvet dans Le Monde du 19 septembre 1952, en notant qu'en Bretagne, « dans certaines fermes le portrait de M. Tillon est encore en bonne place » et que le secrétariat du PCF « a souligné que le désaccord datait au moins de 1951 » ou les liens entre Tillon et Georges Guingouin.
Guy Serbat sera quelques mois après suspendu le 31 décembre 1952 de l'Éducation nationale, après un incident avec un militaire venu informer les élèves du lycée Marceau au sujet de l’URSS. Il est alors soutenu par une large protestation de ses collègues et de la direction nationale du syndicat SNES.

### 1953, Georges Guingouin laissé pour mort en prison
Dans le Limousin, le dirigeant local exclu l'année précédente du PCF, Georges Guingouin est en 1953 peu à peu impliqué dans une « sombre affaire judiciaire sur laquelle circulent encore hypothèses et rumeurs », appelée aussi les « affaires » de Domps et Chamberet, un double meurtre datant de 1945 où l'enquête s'était terminée par un non-lieu en octobre 1947 et en décembre 1948. Un dossier à charge et monté de toutes pièces par d'anciens collaborateurs, que la guerre froide a fait rentrer en grâce, et qui veulent se venger à destination d'un juge d'instruction de Tulle au passé pétainiste, Jacques Delmas-Goyon. Selon les historiens, interviennent aussi le juge Debord, d'une juridiction d’exception de Vichy, la Section spéciale, qui l'avait condamné par contumace aux travaux forcés le 27 juillet et le 16 octobre 1943, pour des faits de Résistance, et le juge Morer, réintégré un an après avoir été suspendu à la Libération pour des faits de collaboration.
Un rapport de police du 30 janvier 1953, bâti sur la même logique que l'Affaire Pronnier, donne la parole à des suspects qui tentent d'apparaître comme de simples exécutants et auraient agi avec l'accord de leurs anciens chefs résistants, dont Georges Guingouin, qui dément et s'en défend vigoureusement. Fin 1953, le témoin François Lascaud donne plusieurs versions d'éventuelles conspirations. Les incohérences de ses témoignages montrent que les enquêteurs cherchent par tous les moyens à impliquer Guingouin. Le 2 décembre 1953, un court article non signé dans Le Monde indique qu'après une « nouvelle et longue journée d'interrogatoires », un autre témoin, Pierre Magadoux, aurait fait des aveux selon lesquels il aurait été consulté et aurait « donné son accord » au meurtre d'Emmanuel Parrichoud et son fils Joseph en juillet 1945.
Les premières arrestations ont lieu fin novembre, mais les prévenus n'avouent que des vols commis au moment de la Libération. Puis c'est l'inculpation de complicité d'assassinats de dix personnes ayant plus ou moins appartenu au groupe de Guingouin dans la zone où il avait développé dès 1941 son maquis. Le 24 décembre 1953, Guingouin est incarcéré à la prison de Brive. Le Figaro dénonce fin décembre « la terreur rouge dans toute la région » et France Soir « un sortilège qui envoûtait toute une région » tandis que Paris-Match pourfend début janvier « l’ombre d’une république soviétique dans les monts du Limousin ». Le Courrier du Centre évoque un « gang organisé », un « dépôt d'armes ». Pour Le Figaro, derrière ce « gang » se cachent « les noms des chefs communistes » qui « préparent la prise du pouvoir ». L'enquête est en réalité seulement en cours et les auditions se poursuivent fin janvier, le quotidien Le Monde évoquant désormais les informations au conditionnel. Lors de sa confrontation avec Martial Pétiniaud, Guingouin explique qu'il n'est allé chez ce dernier que quinze jours après l'assassinat et seulement « pour savoir si quelqu'un de ses FTP était mêlé » à l'affaire, tandis que le témoin René Pouzache continue à nier.
Le 22 février 1954, deux cadres pénitentiaires,, entrent dans sa cellule pour le tabasser à coups de poing, de pieds et de gourdin pendant plus d’une demi-heure. Son état est proche du décès. Il est transféré à la prison de Toulouse, attaché sur une planche. Sur place, un groupe de résistants est alerté et exige une expertise médicale. Puis, il est transporté en hôpital psychiatrique ». Au mois d'avril, on découvre que l'enquête piétine toujours, malgré des reconstitutions au cours desquelles plusieurs des prévenus ne se prêtèrent que de très mauvaise grâce aux injonctions. Le soutien ne vient pas du PCF mais d'un « Comité de défense » constitué de nombreuses personnalités, parmi lesquelles François Mauriac, Jean-Marie Domenach, et les sénateurs gaullistes Léo Hamon et Jacques Debû-Bridel. De nouveaux avocats sont engagés, parmi lesquels un jeune de la région, fils de résistant fusillé, Roland Dumas. La libération définitive de Guingouin n'intervient que le 14 juin 1954. Notre flamme, journal du Comité d’action de la Résistance en Haute-Garonne, révèle en mars 1955 les détails oubliés de la carrière des quatre magistrats et policiers qui ont mené l'enquête contre lui et l'ont fait incarcérer.

### 1953-1954, nouvelle purge dans le Nord-Pas-de-Calais
Ces purges ont éliminé au cours de l'année 1954 les deux principaux leaders de la région avant, pendant et depuis la Résistance intérieure française : Auguste Lecoeur, organisateur de la grève des mineurs du Nord-Pas-de-Calais (1941), et René Camphin, qui fut à la direction nationale des FTP adjoint de Charles Tillon, lui-même évincé en 1952.
Le département plus touché par ces purges fut le Pas-de-Calais, pourtant l'un de ceux où le PCF avait nettement progressé aux législative de 1951. La liste Lecoeur-Camphin y était montée de 120 450 voix en 1945 à 138 376 en 1951, observait alors Jacques Fauvet, l'éditorialiste dans Le Monde en commentant ces puges soit une progression de 15% environ alors que dans le parti rival à gauche, le futur président du conseil Guy Mollet avait au contraire baissé de 40% environ, passant de 137 506 voix à 97 021 voix, accentuant un rapport des forces qui « tendait à se modifier au profit des communistes » dès 1936 le. Après 1951, la situation du PCF était restée bonne aux élections cantonales et municipales, observait Le Monde, en constatant que l'entourage politique d'Auguste Lecoeur a été victime d'une deuxième vague de "purges", entre octobre 1953 et son "procès" au comité central du PCF de mars 1954, l'une dans le Nord en décembre et l'autre un peu après dans le Pas-de-Calais.
Lors de son voyage à Moscou à la fin d’août 1953, Auguste Lecœur avait été invité par Mikhaïl Souslov à transmettre au PCF le nouveau cours soviétique depuis la mort de Staline, favorable à une destalinisation et souhaitant la fin du culte de la personnalité, dont Maurice Thorez était un des adeptes les plus célèbres. Lecoeur en parlera dans un livre après son éviction, mais les documents recoupant son témoignage seront découverts par l'historien Marc Lazar qu'à la fin de l'année 1990. Le bras droit de Thorez, Jacques Duclos, également informé lors d'un autre voyage à Moscou à l'été 1953, n'avait rien dit,.
L'information restant alors secrête, Auguste Lecœur devient très dangereux pour Thorez, car il peut devenir le représentant, porté par les russes, d'une destalinisation. Il est alors accusé par le PCF d'avoir voulu substituer « à la direction du parti, d'avoir tenté de promouvoir des cadres en dehors de cette direction, de les avoir choisis plus en fonction d'affinités et de préoccupations personnelles que de la fidélité au parti ».

### Les offensives contre André Fougeron et Henri Lefebvre
Le Monde titre en avril 1952 que "les artistes communistes rendent hommage a Staline, Maurice Thorez et Picasso", lors de « deux journées d'étude tenues par les peintres, les sculpteurs, les dessinateurs et les critiques d'art communistes, à huis clos », mais note aussi que « des polémiques sur l'art officiel soviétique, défendu par M. Aragon, aux discussions sur Fougeron en particulier, rien ne transpire ».
L'avant-veille, le quotidien observait qu'une « longue série d'articles de Louis Aragon, consacrés dans les Lettres françaises à l'art soviétique, permet de penser que cette réunion a pour but de dissiper le malaise que provoque parmi les peintres, sculpteurs et critiques d'art communistes la thèse officielle du parti » sur ce thème et se demandait en conclusion: l'assemblée « se terminera-t-elle par des exclusions ? ». « Tous les créateurs, peintres y compris doivent se placer résolument sur les positions de la classe ouvrière s'ils veulent partager complètement son grand combat à la tête du peuple de France », déclare le 3 avril 1953 Louis Aragon. Puis à l'automne 1953, il consacre deux pages au salon d'automne, dans un article où il démollit personnellement le peintre André Fougeron, fondateur du Front national des arts, et figure du Nouveau Réalisme, soupçonné d'être proche d'Auguste Lecoeur et qui devient alors un artiste « maudit », un pestiféré. Puis c'est le rapport et discours de Louis Aragon lors du XIIIe congrès du PCF, appelé L'Art de parti en France, salué par le secrétaire général Maurice Thorez, de retour d'URSS, republié sous le titre « Discours d’Ivry », dans J'abats mon jeu, un ouvrage écrit par Louis Aragon en 1959, combat l'ouvriérisme et l'aventurisme dans l'art. Aragon y souligne que l'art de parti « ne saurait être un art diminué, il doit être au niveau de la haute mission » qui est la sienne.
Les purges vont dans les années suivantes toucher aussi des intellectuels célèbres, parfois avec le soutien d'autres intellectuels, très actifs lors des exclusions de Pierre Hervé (1956) et d'Henri Lefebvre (1958), sociologue qui deviendra l'inspirateur des situationnistes à Strasbourg et du mouvement du 22 mars à Nanterre. À partir de 1955-1956, Henri Lefebvre, qui en 1947 avait été salué par Jean Kanapa comme « le promoteur le plus lucide aujourd'hui de la philosophie vivante », fut accusé de “révisionnisme” notamment par Roger Garaudy dans les Cahiers du Communisme en juillet-août 1955, l'amenant en 1957 à répondre par un tribune libre dans Les Temps modernes (juillet-août 1957) dénonçant les marxistes dogmatiques du parti. Le philosophe Lucien Sève, dans une longue attaque, l'accuse d'avoir essentiellement pour motivation de faire carrière au PCF alors qu'il n'avait jamais occupé un poste quelconque dans l'appareil du PCF.

### 1955, disparition des victimes dans l'autobiographie de Thorez

#### Culte de la personnalité de Maurice Thorez
L'éviction des résistants les plus célèbres de la direction du PCF entre 1950 et 1954 vise en priorité ceux qui pouvaient faire de l'ombre à la "gloire" de Maurice Thorez et l'apparition d'une forme, atténuée et adaptée à la France, de Culte de la personnalité autour de celui qui restera au total secrétaire général du PCF pendant trois décennies.
La lecture et l'étude minutieuse de Fils du Peuple, la première autobiographie de Maurice Thorez, parue juste avant la guerre sont alors « prescrites avec insistance par la direction du parti comme une tâche essentielle ». Dans France-Nouvelle du 20 octobre 1951, Annie Kriegel conseille la lecture, plume à la main d'un chapitre par mois de ce livre, écrit avec le chroniqueur littéraire à L'Humanité Jean Fréville, alias Eugène Schkaff, issu d'une famille bourgeoise russe qui a fui la révolution bolchevique, et naturalisé français depuis sa rencontre avec Maurice Thorez en 1927.

#### Photos retouchées et noms retirés de l'édition de 1955
Une édition revue et augmentée de Fils du Peuple, autobiographie de Maurice Thorez, après celle de 1937, parait en juin 1949, à « grand renfort de publicité et d'hommages dans la presse » du PCF, qui revendique plus de 300 000 exemplaires vendus à l'automne. Une troisième édition, publiée aux Éditions sociales en 1955, n'apporte aucun élément sur sa vie depuis, mais un « certain nombre de retranchements », notamment la disparition complète de 4 dirigeants historiques mais aussi des grands événements d'où ils tirent leur notoriété : André Marty, Charles Tillon, Auguste Lecœur et René Arthaud.
À la lecture du livre, le quotidien Le Monde observe qu'André Marty, numéro trois du PCF jusqu'à son éviction, « n'incarne plus la fameuse révolte de la mer Noire (page 38) » comme c'était le cas dans l'édition de 1949 et « n'est plus, en 1936, l'organisateur des Brigades internationales, qui semblent elles-mêmes n'avoir jamais existé (page 141) ». Maurice Thorez vantait au contraire la "qualité" de ce dirigeants en page 249 de l'édition de 1949 en l'associant à Marcel Cachin et Jacques Duclos, observe Le Monde, qui constate le « même procédé pour les autres déviationnistes ». Le lecteur ne trouve plus trace du passage de René Arthaud au ministère de la santé publique et Charles Tillon, vanté dans l'édition de 1949 comme le ministre communiste de l'air « qui avait fait renaître l'aviation française » et le chef des FTP, a complètement disparu lui aussi. C'est aussi le cas d'un troisième ex-ministre communiste, Auguste Lecœur, associé dans l'édition de 1949 à la « grève héroïque des mineurs du Pas-de-Calais en avril-mai 1941 » et présenté photographié « aux côtés de Maurice Thorez en tenue de mineur à la fosse de l'Escarpelle, dans le Nord (p. 208) », alors qu'il avait en charge le portefeuille de la production charbonnière. cite aussi le cas d'un cliché représentant les dirigeants communistes emprisonnés à la Santé en juillet 1929, qui dans l'édition de 1955 a été « assez grossièrement retouché de manière à ne plus laisser apparaître que quatre détenus (Lacan, Péri, Thorez et Vaillant-Couturier) au lieu de onze » afin de faciliter la suppression dans la légende de la mention "André Marty, député de la Seine". « Que vont penser les dizaines de milliers de militants qui ont pu lire "Fils du peuple" édition 1949, massivement diffusé dans toutes les cellules » communistes, se demande alors le journal Le Monde.
Parmi le grand nombre de résistants mis à l'écart, la plupart sont des fortes personnalités, des noms prestigieux ou des cadres connaissant bien les réseaux résistants, comme Georges Beyer, beau-frère de Charles Tillon et responsable national des FTP, Marcel Prenant, chef d'état-major des FTP, Henri Gourdeaux et Jean Chaumeil, responsables aux cadres de la fin de 1942 à 1945, Jean Chaintron, premier dirigeant de la zone sud en 1940, Robert Marchadier, premier condamné à mort, Auguste Havez, Robert Signor, qui s'était évadé du camp de Saint-Augeau, dans le Cantal, ou encore Robert Ballanger, qui va présider plus tard le groupe PCF à l'Assemblée nationale de 1964 à 1981.

### Juillet 1956, passage à tabac d'Auguste Lecoeur
Concernant le Nord-Pas-de-Calais, la particularité des purges politiques des années 1950 à la direction du PCF est que les deux victimes les plus connues ont aussi un statut de victime au sens physique du mot. La mort de René Camphin un soir au milieu d'une réunion de deux jours du comité central du PCF alors que sa prise de parole le lendemain a été considérée comme résultant d'un suicide par la plupart des historiens, certains de ses proches évoquant même un assassinat. Concernant Auguste Lecoeur, il a été victime l'année d'après son exclusion du PCF pour un an, en janvier 1955 d'une agression en public, qui aurait pu lui coûter la vie, alors qu'il était la vedette d'un meeting de 2 000 personnes à Hénin-Liétard, dans le Pas-de-Calais, consacré à la destalinisation, dont il avait été un des premiers témoins directs en Union soviétique.
France-Soir du 14 juillet 1956 titre "Bagarres à Hénin-Liétard : Auguste Lecœur assommé à coups de chaises par ses anciens camarades communistes" un article accompagné de grandes photos le montrant « le visage ensanglanté, horriblement tuméfié » et des « bagarreurs professionnels le tabassant sauvagement » , selon Jean Chaintron, dirigeant communiste qui est alors en route pour le congrès du PCF qui a lieu le surlendemain. Dans une salle de 2 000 personnes, plusieurs centaines de militants communistes acheminés par autocar avaient pris d'assaut la tribune.
Un peu avant, un tract de la SFIO annonçait la venue d'Auguste Lecœur, le jeudi 13 juillet 1956 pour ce meeting, dans une salle que maire socialiste d' à Henin-Liétard a mis à sa disposition, tandis que deux tracts signés du bureau de la fédération PCF du Pas de Calais dénoncent l'un « L’ennemi de l’unité ouvrière, le Renégat », l'autre promettant que « le renégat Lecœur ne parlera pas à Henin-Liétard ». Auguste Lecœur, qui avait le mois précédent suivi avec assiduité les travaux du dernier congrès de la SFIO, vient à Hénin-Liétard pour « expliquer devant des militants socialistes les raisons de sa rupture avec le parti communiste », observait la veille du meeting le quotidien Le Monde, en signalant que le journal communiste Liberté vient d'écrire que « les communistes et les travailleurs du Pas-de-Calais ne permettront pas à un Lecœur de venir souiller le drapeau du parti au cœur du bassin minier. Ils lui interdiront de venir, où que ce soit, tenter de porter atteinte à l'unité ouvrière, qui porte en elle tous les espoirs des travailleurs ». Le soir du meeting, plusieurs centaines de militants du PCF envahirent la salle, raconte le lendemain Le Monde, et « un important groupe d'entre eux se précipita sur la tribune », où des coups furent échangés et Auguste Lecœur lui-même blessé au visage, avant de réussir à s'échapper par une sortie de secours. Fernand Darchicourt, ancien résistant et maire socialiste d'Hénin-Liétard depuis 1953, proposa aux communistes une discussion contradictoire après le départ de Lecœur, mais la salle dut être évacuée,. Selon Nicolas Tandler, futur rédacteur de La Lettre de la Nation, organe du Rassemblement pour la République et secrétaire général du syndicat national des TPE, le député du nord Gustave Ansart, membre du comité central du PCF depuis 1954, « participa, en tant que responsable, à l'agression ».

## Conséquences

### La destalinisation impossible
La chute spectaculaire d'Auguste Lecoeur, l'une des principales victimes des purges politiques des années 1950 à la direction du PCF a rendu la destalinisation impossible dans ce parti pendant plusieurs années. À l'été 1953, trois mois après la mort de Staline et le retour en France de Maurice Thorez, sur fond de luttes pour le pouvoir encore incertaines à Moscou, Auguste Lecœur est convoqué à Moscou par Mikhaïl Souslov, en tant que secrétaire de l'organisation du PCF, et interrogé sur le rapport présenté à la direction du PCF par Jacques Duclos à son retour de la conférence des 12, 13 et 14 juillet 1953, tenue à Moscou, au cours de laquelle Malenkov, Molotov et Nikita Khrouchtchev, le nouveau numéro un soviétique, font une critique de la période stalinienne et expliquent aux représentants de 19 partis communistes européens qu'il y avait eu en URSS des « défauts dans les méthodes de direction », « déviations de la conscience léniniste » et surtout « culte de la personnalité ». Les soviétiques les ont incité, de plus, à « faire eux aussi des réformes dans leurs partis ».
Jacques Duclos n'en avait rien dit, selon l'historien Marc Lazar, ne parlant ensuite même pas de ce qui avait été dit, dans ses mémoires publiés en 1972, où il ne rapporte que les accusations portées à Moscou contre Beria, transmises au Bureau politique du PCF, et « rien n'a bougé dans le PCF » en 1953, raison pour laquelle Lecœur fut convoqué à Moscou à son tour au cours du même été. Lecœur se trouva alors ainsi « impliqué directement dans la lutte des fractions au sein du PCUS » et « invité par Souslov à transmettre au PCF le nouveau cours soviétique », expliquera en 2010 l'historien Daniel Hémery dans sa biographie approfondie de René Camphin, une autre victime célèbre des purges politiques des années 1950. Ce nouveau cours impliquait en particulier la « nécessité impérative de la critique de Staline et de la mise en place de directions réellement collectives dans tous les partis communistes, au lieu de la direction personnelle que Thorez, fort de son intouchable sanctification, pratiquait depuis longtemps en France ». Mais quelques semaines après, la procédure d'éviction de Lecoeur commence et il est lui-même « accusé d’avoir violé le principe léniniste de la direction collective » pour en faire « le bouc émissaire (…) diabolisé, sur le modèle de l’affaire Marty-Tillon ». Du coup, « la première tentative historique de déstalinisation du PCF » se trouva étouffée immédiatement et réduite « à un procès stalinien classique ». Dès lors « tous les partisans de Thorez » virent lors en Lecœur « l'homme de confiance potentiel de la nouvelle direction soviétique » et « le relais possible en France des krouchtcheviens », ce qui en fait aussi « le concurrent virtuel le plus dangereux à la fois pour le pouvoir du secrétaire général et pour le maintien de la culture stalinienne du PCF ».
Lecœur abordera le sujet dès 1955 dans son livre d'autocritique et publié avant les « révélations » de Khrouchtchev en 1956. Il y explique que « Le Parti communiste de l'Union soviétique, à la mort de Staline, donna un exemple de poids » des dérives à éviter et procéda à une « critique sévère des méthodes contraires aux principes d'organisation du parti, qui s'étaient dangereusement développées du vivant de Staline ».

### L'effondrement des journaux du PCF
L'effondrement des journaux du PCF se produit en seulement deux ans, au début des années 1950, au moment des purges politiques à la direction du PCF. Le plus touché est Ce Soir, grand quotidien dirigé par Louis Aragon, l'un des cerveaux des urges politiques des années 1950 et très proche de Maurice Thorez. Il voit son tirage divisé par 5 en quelques années pour tomber à seulement 113 000 exemplaires en 1952, puis de décourager lecteurs et annonceurs par un ton antisémite virulent au début de 1953 dans sa couverture du Complot des blouses blanches, peu avant de faire faillite.
Tirage du quotidien "Ce Soir" entre 1939 et 1953
| Période | Août 1939 | Janvier 1945 | 1945    | 1946    | 1947    | Décembre 1952 | Variation 1947-1952 |
| Tirage  | 240 000   | 288 000      | 400 000 | 545 000 | 433 000 | 113 000       | Moins 74%           |

Également très touché, Les Allobroges, le plus grand quotidien de province du parti communiste, qui voit sa diffusion divisée par 3 en quatre ans, dans une région où la résistance intérieure française fut parmi les plus actives, son concurrent le Dauphiné Libéré récupérant la plupart des lecteurs perdus.
Tirage du quotidien "Les Allobroges" entre 1939 et 1953
| Année  | 1949    | Décembre 1950 | Décembre 1952 | Août 1952 | Novembre 1953 |
| Tirage | 240.000 | 160.000       | 93.000        | 89.5000   | 76.000        |

À La Marseillaise, la baisse est moins forte, un quart des lecteurs, mais le titre bénéficie de l'intégration d'autres quotidiens régionaux en difficulté. En février 1953 il prit ainsi la relève du quotidien communiste La Voix de la patrie (quotidien), basé à Montpellier, mais ne parvient à récupérer qu'un peu plus du tiers des 40 000 exemplaires jusque là diffusés par ce titre.
Le PCF perd plusieurs quotidiens de province plus petits au milieu des années 1950. Il avait 20 quotidiens à Paris et en province en juin 1949, au tirage total de 1,62 million d'exemplaires, et 91 hebdomadaires, dont 18 à Paris, tirant à 2,48 millions d'exemplaires. La plupart sont abonnés à l'Union française de l'information pour leurs nouvelles sportives et internationales.
Depuis la rupture Tito-Staline de l'été 1948, la direction du PCF fait la chasse aux militants soupçonnés de titisme et exige de Maurice Gleize, qui fut dans la Résistance son imprimeur historique, l'impression d'un tract anti-titiste en prévision du grand rendez-vous sportif du 30 octobre 1949, le match retour France-Yougoslavie en football, décisif pour la qualification pour la Coupe du Monde de football 1950 au Brésil, après un nul 1-1 au match aller. Maurice Gleize traine les pieds et Maurice Thorez décide d'interdire à Jean Colombel, directeur de l'UFI, de couvrir ce match France-Yougoslavie, auquel la plupart des journaux consacrent pourtant leur "Une".
Après un second match nul 1-1, une dernière rencontre est organisée sur terrain neutre à Florence, où le maire communiste refuse symboliquement de recevoir les joueurs Yougoslaves, qui se qualifient 3-2 après prolongations, sur un but à la 114e minute de Željko Čajkovski.
Les journaux du PCF, clients se sont montrés complice des "purges" staliniennes de 1949, au moment où Joseph Staline cherche à éliminer toute divergence d'idées au sein du bloc de l'Est. Ils couvrent en particulier les procès de László Rajk, ministre de l'intérieur et des affaires étrangères de Hongrie, accusé d'espionnage titiste, qui est condamné à mort et pendu le 15 octobre 1949 et du bulgare Traïcho Kostov, exécuté avec quatre autres accusés le 16 décembre 1949.
Le procès de László Rajka été couvert par Pierre Courtade, à qui Maurice Thorez avait proposé dès 1946 la rubrique internationale de L'Humanité. La jeune romancière Dominique Desanti est chargée de couvrir celui du second, qui est son premier "procès stalinien". François Billoux, dirigeant du PCF, lui avait commandé peu avant une brochure de propagande anti-titiste d'une centaine de pages, Masques et visages de Tito et des siens, écrit sur le ton « féroce » d'un « acharnement haineux », basée sur les "aveux" de Rajk, traduit du hongrois, et des textes de plusieurs autres procès. Lorsque Kostov a le temps de faire une courte déclaration à la presse étrangère soulignant que ses aveux ont été extorqués, elle le croit, mais renonce à en informer les clients de l'Union française de l'information (UFI), malgré les encouragements des journalistes non-communistes présents au procès.
"Ce soir", quotidien populaire du parti communiste est le plus touché. Le 23 février 1953, Le Monde informe qu'il cessera sa publication le 1er mars prochain, 16 ans exactement après sa fondation, sont directeur Louis Aragon dénonçant le fait qu'« amendes et frais de justice atteignent pour nous le montant de certaines subventions pour d'autres ». En février 1952, il avait témoigné en faveur de deux écrivains communistes lors du procès en diffamationintenté par trois réfugiés politiques fuyant la répression dans leur pays, le Bulgare Georges Dimitrov, le Roumain Nicolas Dianu et le Polonais, Jan Kowalewski, qui avaient été présentés comme « des agents, des espions, des conspirateurs à gages et les membres d'une étrange franc-maçonnerie, d'une internationale antinationale, de l'Internationale des traîtres ». Les procès en diffamation sont alors nombreux, souvent sévères, y compris dans de petites affaires: le tribunal correctionnel avait par exemple infligé 25 000 francs d'amende au directeur de l'hebdomadaire communiste la Tribune du XVIIIe qui le 16 septembre 1950 avait accusé un industriel d'avoir licencié abusivement une ouvrière, les juges estimant ce renvoi justifié par la marche de l'entreprise.

### Enquêtes sur les finances du PCF
Selon le journaliste d'investigation Roger Faligot, ces années 1950 voient alors la Direction de la surveillance du territoire (DST) estimer qu’elle est désormais capable de « remonter les filières du financement occulte du PCF par son homologue soviétique ».
En 1952, au moment où les purges frappent quasiment au sommet de la direction du PCF, une brigade financière de la DST est fondée par le commissaire Jean-Paul Mauriat, qui effectue à Paris une perquisition à la Banque commerciale pour l'Europe du Nord (BCEN), financée par la Gosbank soviétique, et photographie des milliers de documents comptables.
La question des liens financiers de l'empire de presse du PCF avec l'URSS est posée publiquement au début de l'année 1954 par un vaste procès en diffamation lancé et perdu par L'Humanité contre le quotidien L'Aurore, qui l'avait accusée de recevoir des fonds de Moscou. André Lénard, l'un des trois avocats de Robert Lazurick, fondateur de L'Aurore, affirme que L'Humanité affichait un déficit de 27,6 millions de francs en août 1951, pour des ventes de 39,4 millions de francs, qui n'est que partiellement comblé par l'excédent bénéficiaire de L'Humanité-Dimanche à hauteur de 8,5 millions de francs. Il évoque aussi le déficit cumulé de 73 millions de francs pour trois périodiques communistes : Les Lettres françaises, Avant-garde et Regards.
C'est seulement en 1962 que le commissaire Louis Niquet, patron de la section Manipulation (E2) de la DST, entrera en contact avec Auguste Lecœur, par le biais de son adjoint Robert Xoual, autre commissaire de la DST.

### Regain de néo-vichysme
Ces purges corresponsant à des « années de guerre franco-françaises, animées par un regain de néo-vichysme », qui voient « se multiplier les attaques contre les anciens résistants », dans un « contexte de réhabilitation des épurés politiques ».
Si le livre "Les crimes masqués du résistancialisme" publié en 1948 aux Editions Dualpha par l'Abbé Jean-Marie Desgranges, député du Morbihan en 1928 à 1940, n'est d'abord par remarqué, son titre est utilisé dans les milieux issus du vichysme à partir de 1951, le mot pour dénoncer l'exploitation de ce que fut la Résistance par des partis politiques, mais aussi parfois pour dénigrer la Résistance elle-même,, alors qu'en avril 1950, une « première purge écarte des résistants historiques » comme Marcel Prenant et Jean Chaintron du comité central du PCF.
De son côté, Jean-Marie Desgranges, qui avait voté les pleins pouvoirs à Pétain avant de devenir résistant est de plus en plus actif à la présidence de l'association des élus « Anciens de la Troisième », qui se consacre au sort des anciens parlementaires déclarés inéligibles et des personnes emprisonnées pour leur attitude supposée sous l'Occupation, avec la Fondation Notre-Dame-de-la-Merci. Il influence dans ce sens la loi d'amnistie de 1951, qui met fin à ces emprisonnements politiques, en même temps qu'elle interdit les poursuites contre les crimes de l'épuration. C'est ensuite que les purges de 1952 écartent du bureau politique André Marty et Charles Tillon, puis Auguste Lecœur en 1954, avec entre-temps en 1953 les poursuites et les violences contre Georges Guingouin, qui n'en sera pas moins acquitté par la Justice.

### Fragilisation du PCF dans l'armée
Le PCF avait lors de sa participation au gouvernement (1945-1947), avait tenté de « promouvoir la création d’une armée nouvelle et populaire », sur le modèle des mouvements de la résistance intérieure française, espoir qui « semble un moment se concrétiser » quand sont incorporés dans l’armée de la Libération, en 1945, « dans des conditions très diverses et toujours empiriques », environ 300 formations de Résistance, représentant 120000 FFI sur 400000 combattants potentiels. Mais les FFI ainsi incorporés n'étaient plus 4000 en 1946 et moins de 2000 un an plus tard, ce qui est dû au fait que l'armée de Terre perd 17000 officiers, en écartant surtout les FFI, souvent les plus jeunes, découragés par les tracasseries administratives. Le PCF depuis novembre 1945, publie la revue L’armée française où est élaborée la proposition de loi portant organisation de la Défense nationale présentée au printemps 1947, tandis que le prestigieux chef des FTP, principale composante des FFI, Charles Tillon est ministre de l’Air plus d’un an puis ministre de l’Armement. Victime la plus célèbre des purges à la direction du PCF.
Dès lors, l'attitude de l’armée, qui avait d'abord « oscillé entre deux pôles », celui de rejoindre cette notion d'armée nouvelle et « populaire » et celui de vouloir au contraire neutraliser les menées des « ennemis intérieurs », voit le second finir par l'emporter, d'autant que message brouillé du PCF sur la guerre d'Indochine y contribue aussi. La détermination des combattants Viêt-Minh ou nord-coréens contribue alors à une perception du communisme comme « capable de procéder sur ses partisans à un véritable conditionnement psychologique », au point que sont créées par René Pleven à partir de 1950, des structures militaires « dédiées à l’action psychologique », d'une ampleur sans équivalent dans les autres puissance militaires.
Avant cette période de purges, à la Libération, la propagande nazie, essentiellement anticommuniste « avait eu pour effet paradoxal de renforcer le prestige des communistes » et leur antiaméricanisme « rencontrait un certain écho chez des soldats français parfois agacés par le contrôle sourcilleux » des Américains sur les approvisionnements en armes et munitions.

## Carrière ultérieure des victimes
En 1970, Charles Tillon, avec d'autres anciens résistants comme Garaudy, Pronteau et Kriegel-Valrimont, cosigne un manifeste appelé "Il n’est plus possible de se taire", critiquant la « politique stalinienne du PCF », exigeant la vérité sur le passé de Georges Marchais, parti travailler en Allemagne pendant la guerre, et dénonçant l'accession à la direction du PCF d'un homme qui n'a pas partagé les "combats vitaux" de ce parti.

## Réhabilitation à la fin des années 1990
Depuis la fin des années 1990,, le PCF a tenté de réhabiliter ses exclus des années 1950, victime des « Procès de Moscou à Paris », titre d'un des livres de l'un d'eux, Charles Tillon,.
Le 19 août 2010, dans L'Humanité un long portrait flatteur de Charles Tillon rappelle en moins d'un ligne qu'il fut « victime, en 1952, comme André Marty, d’un véritable procès stalinien à Paris ».

## Arts et littérature
Les purges contre les ex-résistants ont inspiré la publication en 1989 par le romancier Didier Daeninckx d'une fiction, "La mort n'oublie personne". L'intrigue est inspirée par l'une des victimes des purges, Roger Pannequin, qui a été témoin d'une affaire de ce type en février 1948, devant la cour d'assises de Saint-Omer où il était intervenu pour un condamné à mort dans une affaire datant de 1944 : l'histoire de Ricouart, un jeune résistant à Auchel, dans le Pas-de-Calais, qui travaillait pendant la guerre à la réparation des wagons de chemin de fer et qui participe à deux actions qui tournent mal, car il chargé d'exécuter des collaborateurs de l'Allemagne.
La dernière entraîne sa capture et sa déportation. La guerre finie, il retourne dans son petit village natal afin d'y épouser son amour de jeunesse, Marie, mais il est arrêté et condamné à 7 ans de prison pour complicité dans l'exécution des "collabos", par un juge au passé collaborationniste, qui souhaite se venger de la Résistance. Didier Daeninckx s'est inspiré du contexte décrit par Roger Pannequin, où d'anciens collaborateurs, profitant de la guerre froide, étaient selon lui parvenus à se venger de résistants communistes oubliés par leur parti.
Le livre a donné lieu à une adaptation au cinéma: La mort n'oublie personne, téléfilm français réalisé par Laurent Heynemann en 2008 et diffusé le 5 mai 2009 sur France 2.

## Chronologie

### Faits marquants

#### L'influence de l'est à partir de 1949
- 1949 : Auguste Lecœur puis Louis Lambin et Roger Pannequin, ses ex-adjoints à Lens, appelés à la section d’organisation.
- juin 1949 : Charles Tillon dénonce, devant l'Association des anciens FTP, les poursuites contre les résistants, plus de mille condamnés ou emprisonnés.
- Septembre 1949 : procès de László Rajk.
- octobre 1949 : pendaison de László Rajk, Marcel Servin écrit dans le journal du Kominform que "ce serait un singulière inconséquence que de s'imaginer que le PCF est à l'abri pareilles pénétrations de l'ennemi"[167].
- 28 octobre 1949[168] : rapport de Georges Guingouin lu à Maurice Thorez sur les erreurs de la direction du PCF dans la Résistance[105].
- novembre 1949 : David Rousset, dans Le Figaro littéraire, en appelle aux anciens des camps nazis pour une commission d'enquête sur les camps soviétiques[169].
- décembre 1949 : Pierre Daix écrit un article démentant les camps en Union soviétique[170], en accusant David Rousset d'avoir truqué les textes et publié des faux[169], porté à Louis Aragon, qui en a fait immédiatement la une des "Lettres françaises"[171],[172].
- décembre 1949 : le bulgare Traïcho Kostov exécuté avec quatre autres accusés.
- décembre 1949 : lettre de Vercors et Jean Cassou dans la revue Esprit, dénonçant le « mécanisme judiciaire stalinien » du procès Rajk[173].
- fin décembre 1949 à printemps 1950 : grève contre la guerre d'Indochine.
- janvier 1950 : Virgile Barel, député PCF, accuse David Rousset d'être un « journaliste hitlérien bien connu »[169].
- mars 1950 : « processus d’acharnement »[173] contre les "compagnons de route" contestataires, de « la machine de presse communiste »[173].
- mars 1950 : Maurice Thorez promet de donner suite au rapport de Georges Guingouin, qui est promu à la fédération de Haute-Vienne[168].
- avril 1950 : Maurice Thorez fête son 50e anniversaire dans le Pas-de-Calais dans la mine où a débuté la Pas-de-Calais.
- avril 1950 : XIIe congrès du PCF, 27 des 84 membres non réélus, 27 résistants écartés, mais exception pour ceux du Pas-de-Calais.
- octobre 1950 :

#### Tensions historiographiques du1ersemestre 1951
- 8 décembre 1950 : Elinor Lipper vient de Suisse pour raconter « onze ans dans les bagnes soviétiques »[169].
- décembre 1950 : Charles Tillon doit faire son autocritique devant le BP[174].
- 1951 : les Américains ne croient plus que le PCF puisse prendre le pouvoir[175].
- 1951 : accusé d'avoir laissé des provocateurs s'infiltrer au PCF, Leceur crée pour s'en prémunir des « instructeurs politiques de cellule »[176].
- 12 janvier 1951 : "Les Lettres françaises" et Daix reconnus coupables de diffamation envers David Rousset[169].
- début 1951 : parution, en retard, de La Voie libre, de Claude Aveline, Jean Cassou, et Louis Martin-Chauffier[177], qui dénonce le totalitarisme soviétique[178].
- février 1951 : David Erlich publie "Pages de gloire des 23" sur les combattants des FTP-MOI, postfacés par Charles Tillon.
- février-mai 1951 : Affaire Pronnier, Auguste Lecœur contraint à se désolidariser de Roger Pannequin et René Camphin.
- 5 mars 1951 : la presse révèle que l'accusateur de l'Affaire Pronnier avait commis un autre meurtre en 1944.
- 5 mars 1951 : L'Humanité écrit que "La bande Clementis-Slansky voulait prendre contact avec des espions au sein des partis communistes français et italien"[174].
- avril 1951 : désaccords allégués entre Charles Tillon et le PCF[179]
- printemps 1951 : Georges Guingouin refuse d'être candidat en position non-éligible[105] aux législatives de 1951.
- printemps 1951 : Pierre Daix, qui se voit comme "un résistant en vue contre Auguste Lecoeur", courtisé par Marcel Servin pour créer un "bloc des thoréziens"[180] visite Bucarest, la Corée du Nord et Prague, y constatant "la peur des gens", une "ambiance affeuse".
- 19 mai 1951 : comité fédéral de Haute-Vienne, Waldeck Rochet promet à Georges Guingouin que son rapport sur la
- 23 mai 1951 : menace à nouveau d'être pas candidat et le dire à la presse[105] si Léon Mauvais vient à une réunion électorale à Limoges.
- mai 1951 : Madeleine Riffaud, publie Les carnets de Charles Debarge, déformés par des annotations[181].
- mai 1951 : Charles Tillon remplacé par Laurent Casanova à la tête du Mouvement de la paix[174].
- 6 mai 1951 : André Marty et Charles Tillon dînent chez Georges Beyer, collaborateur du 1er et beaufrère du second, pour les législatives de 1951 dans le 13e à Paris[174].
- législatives de 1951 : le PCF progresse dans le Pas-de-Calais, chez Camphin, et gagne un siège en Haute-Vienne[182], chez Guingouin. Percée du RPF.
- début juillet 1951 : Marcel Servin passe plusieurs jours auprès de Maurice Thorez en URSS.
- juillet 1951 : rentré d'URSS, Marcel Servin enquête sur Tillon, avec Léon Mauvais et Gaston Auguet.
- août 1951 : les Éditions de Moscou, publient, préfacées par Louis Aragon, Lettres de communistes fusillés, expurgées de celles des FTP-MOI[183],[184].
- 15 septembre 1951 : comité fédéral de Haute-Vienne présidé par Waldeck Rochet, Georges Guingouin accepte un blâme[105].
- 30 septembre 1951 : France-Soir affirme qu'André Marty profère des accusations contre la direction du PCF.
- 2 octobre 1951 : une dizaine de militants du PCF se heurtent à la police près de chez André Marty[185].
- automne 1951 : Roger Pannequin muté aux "Cahiers du communisme", dirigés par François Billoux[168].
- automne 1951 : le PCF demande 54 assemblées départementales sur le cas Marty-Tillon, « système en pyramides » avant d'informer les militants[186],[187].
- 1952 : procès de Prague.
- 1952 : purges dans de grosses fédérations très « résistantes » pendant la guerre, Nord, Somme et Bouches-du-Rhône[188], où le processus a commencé dès 1952[188].
- 1952 : Marcel Servin chargé par Maurice Thorez d'aller chercher à Prague dans les archives de Rudolf Slánský, des documents à charge susceptibles de charger André Marty[189].
- 25 janvier 1952 : l'adjoint du secrétaire d'État américain, Édouard W. Barret, révèle qu'en 1951 les États-Unis ont placé dans la presse étrangère « la valeur de 40 000 pages de journal » et aidé à la publication ou traduction de 200 ouvrages américains et anticommunistes, à des tirages variant de trois mille à cent mille exemplaires[185].
- 26 mai 1952 : en réunion du secrétariat, Léon Mauvais informe André Marty qu'il est visé[174].
- 28 mai 1952 : manifestation violente contre le général Ridgway, Jacques Duclos arrêté.
- mars 1952 : Georges Guingouin devient simple adhérent à la suite de l'intervention de Marcel Paul en Haute-Vienne[168].
- septembre 1952 : destruction du livre sur la Résistance de la commission Tillon.
- 3 septembre 1952 : éviction officielle de André Marty et Charles Tillon[174], la lettre de Tillon destinée à la séance du CC, n'y est pas lue[174].
- 28 septembre 1952 : Georges Guingouin venant de prendre la défense de André Marty et Charles Tillon, intervention de Jacques Duclos contre lui en Haute-Vienne[168].
- automne 1952 : Roger Pannequin muté à l'école centrale du PCF[168].
- 5 au 14 octobre 1952 : congrès du PCUS, Lecœur tancé par Maurice Thorez pour le retard à régler l'Affaire Marty[186].
- 12 novembre 1952 : la cellule de Georges Guingouin dissoute en Haute-Vienne[168].
- hiver 1952-1953 : Claude Lavezzi coordonne les soutiens à Marty[185], campagne d'affichage projet de créer un journal[185]. Marty freine ce soutien[185], qui durent, jusqu'à sa brouille avec Lavezzi en avril 1953[185].
- 1953 : condamnation des "Lettres françaises" en diffamation confirmée en appel[169].
- 30 janvier 1953 : un rapport de police transforme des suspects en simples exécutants de Georges Guingouin selon la même méthode que l'Affaire Pronnier.
- mars 1953 : le PCF exclue Georges Guingouin[190], l'accusant d'avoir " détourné des fonds FTP, alors qu'en février 1947, la cour d'appel de Limoges lui vait sur cette accusation infondé octroyé 500 000 francs de dommages-intérêts, ordonnant l'insertion du jugement dans dix journaux et publications[190].
- 29 mai 1953 : Georges Guingouin attaque L'Écho du Centre, quotidien communiste de Limoges, qui est condamné à 12 000 francs d'amende[190].
- juillet 1953[120] : Jacques Duclos invité à Moscou par Mikhaïl Souslov[120] pour l'informer des souhaits de déstalinisation mais n'a rien dit à son retour[120],[121].
- août 1953[120] : Auguste Lecœur invité à Moscou par Mikhaïl Souslov[120] à transmettre au PCF les souhaits de déstalinisation et de fin du culte de la personnalité, dont Maurice Thorez était adepte, ce qu'il fait mais sans succès, l'information restant secrête[168].
- été 1953 : Maurice Thorez décide d'éliminer Roger Pannequin[168] et Lecoeur.

#### L'encerclement final de Leoceur à l'hiver 1953-1954
- septembre 1953 : Roger Pannequin licencié du PCF[168].
- automne 1953 : le peintre André Fougeron, proche d'Auguste Lecoeur, devient un pestiféré au PCF à la suite d'un réquisitoire de deux pages de Louis Aragon.
- octobre 1953 : Lecoeur doit demander à décentraliser le secrétariat du Nord entre plusieurs villes.
- octobre 1953 : Le Monde publie un rapport de Lecoeur proposant de renforcer le poids des ouvriers et scinder en 4 la fédération de la Seine[191].
- octobre 1953 : campagne de dénigrement de Jeannette Vermeersch contre Auguste Lecoeur, qui lui est rapportée par la section d'organisation. Accrochage entre Auguste Lecoeur et Jacques Duclos dans le huis-clos du secrétariat[168].
- 22 et 23 octobre 1953 : comité central, Auguste Lecoeur demande à changer de poste. Pannequin refuse de se déplacer.
- automne 1953 : un article de Gaston Plissonnier dans les Cahiers du communisme dénonce les projets de Lecoeur[176] comme dévalorisant la cellule dans l'organisation du PCF[192].
- novembre 1953 : Roger Pannequin, redevenu instituteur, reçoit la visite de Lucien Feix qui veut l'interroger sur Lecoeur mais l'éconduit, croyant qu'il vient pour lui[168].
- 7 décembre 1953 : le secrétariat demande à Louis Aragon de lancer une série d'accusation contre l'ouvriérisme supposé de Lecœur dans la culture[176].
- 7 décembre 1953 : le comité central demande que Louis Lambin soit chassé du secrétariat et du bureau fédéral du Nord[193], dont il est membre depuis 1947, un comité fédéral aquiesce les 12 et 13 décembre[193].
- décembre 1953 : Louis Lambin se voit reprocher dans le journal PCF France-Nouvelle de nombreuses erreurs, ce qui ressemble aux accusations portées contre André Marty", note Le Monde[193]. Sa femme, secrétaire à l’Union locale des syndicats perd son emploi[193].
- janvier 1954 secrétariat de la fédération du Nord, dont Louis Lambin, est remplacé par un trio de permanents, Hector Viron[194], Jean Colpin[195] et Gustave Ansart,
- décembre 1953 : Le Figaro titre sur "terreur rouge dans toute la région" du Limousin.
- 24 décembre 1953 : Georges Guingouin incarcéré à la prison de Brive.
- 20, 21 et 22 janvier 1954[168] : articles contre Georges Guingouin dans Le Monde, sur la base d'intoxications probablement issues de Jacques Duclos[168], en rappelant que dès décembre 1945 un quotidien l'accuse d'avoir équipé "un maquis qui devint célèbre par ses pillages mémorables".
- février 1954 : Marcel Servin convoque à son tour René Camphin dans son enquête sur Lecoeur[120].
- Début février 1954 : Auguste Lecoeur demande que Lucien Feix soit chargé d'enquêter sur le "provocateur Roger Pannequin[196].
- 15 février 1954 : réunion du secrétariat consacrée à Auguste Lecoeur, Lucien Feix ne trouvant rien contre lui, on lui joint François Billoux et Marcel Servin[196].
- 16 février 1954 : Auguste Lecoeur se voit demander un rapport pour le comité central des 5 et 6 mars[196].
- 17 et 18 février 1954 : Auguste Lecoeur fait un aller retour à la propriété de Maurice Thorez à Mougins[196].
- 19 février 1954 : Auguste Lecoeur informé à Lens que Servin, Billoux et Feix sont venus à Lens[196].
- 20 février 1954 : bureau fédéral à Lens, Auguste Lecoeur informé par 2 membres du bureau fédéral du PDC qu'ils ont été "cuisinés"[196].
- 22 février 1954 : Auguste Lecoeur convoqué par François Billoux pour un interrogatoire le 22 février 1954[197],[198] et l'informe d'emblée qu'il notera toutes les questions[197] et répondra par une lettre adressée à chaque membre du comité central[197]. L'entretien cesse immédiatement. Lecoeur informe qu'il ne pourra venir à la réunion du secrétariat programmée pour le lendemain[196].
- 22 février 1954 : Georges Guingouin tabassé par deux cadres pénitentiaires dans sa cellule pendant plus d’une demi-heure.
- 23 février 1954 : le secrétariat informe Auguste Lecoeur qu'il fait l'objet d'une enquête[196].
- 25 février 1954 : réunion du bureau politique, boycottée par Auguste Lecoeur[196]. Le BP se fait menaçant, par un texte déplorant publiquement que René Camphin, Roger Pannequin et Joseph Legrand soient « des militants non contrôlés »[120].
- 5 mars 1954 : réquisitoires au CC contre Auguste Lecœur, absent[196].
- 6 mars 1954 : suicide de René Camphin.
- 9 mars 1954 : "Lecoeur voulait créer un parti dans le parti", titre Le Monde[122].
- avril 1954 : un « Comité de défense » à Guingouin réunit François Mauriac, Jean-Marie Domenach, et les sénateurs gaullistes Léo Hamon et Jacques Debû-Bridel, de nouveaux avocats engagés, dont Roland Dumas.
- 10 mars 1954 : René Camphin « organisait depuis un mois », dans le Limousin, des réunions pour la libération des inculpés des affaires de Domps et Chambenet[120], proches de Georges Guingouin, et affirme qu'on « se demande si la disgrâce de M. Lecœur n'aura pas des répercussions sur la fédération communiste » de Georges Guingouin[199].
- 15 mars 1954 : Servin, Feix et Billoux débarquent chez Roger Pannequin pour lui faire des avances et lui demander d'aider à prouver que Lecoeur est franc-maçon[168], puis le menacent de le présenter contre un "ennemi infiltré" en recourant à Madeleine Riffaud[168].
- 18 mars 1954 : discours à Sallaumines de Jacques Duclos[168] devant les cadres PCF du bassin minier pour expliquer que Roger Pannequin était l'inspirateur des erreurs de Lecoeur[168].
- 14 juin 1954 : libération définitive de Guingouin.
- juin 1954 : "L'Art de parti en France" publié par Louis Aragon lors du XIIIe congrès du PCF
- avril 1955 : suppression des passages sur 4 leaders du PCF, André Marty, Charles Tillon, Auguste Lecœur et René Arthaud[130], dans une nouvelle édition de Fils du peuple, autobiographie de Maurice Thorez[130].
- juillet-août 1955 : article virulent de Roger Garaudy dans les "Cahiers du Communisme" préparant les exclusions d'Henri Lefebvre (1958) et Pierre Hervé (1956).
- 14 juin 1956 : passage à tabac d'Auguste Lecoeur dans un meeting par un commando mené par Gustave Ansart.
- Milieu des années 1950 : Louis Lambin réhabilité[193].

## Historiographie

### Années 1960 et 1970
Dans l
Les années 1960 et les années 1970 sont dominées par les autobiographies de quelques victimes célèbres des purges, qui racontent d'abord leur propre expérience de résistants, puis leur stupeur au moment du procès qui leur est intenté, en se montrant en général réticents à mettre trop en cause Staline et Thorez, dont le culte de la personnalité imprègne encore la plupart des militants, afin de ne pas trop les heurter. Celles d'André Marty, Charles Tillon et Auguste Lecœur les montrent ne comprenant pas ce qui leur est arrivé, faute de recul ou d'éclairages suffisants.Roger Pannequin non plus, car il pense que tout vient d'Auguste Lecœur sans voir que tous les autres proches de ce dernier ont été intimidés ou écartés au même moment.
- 1940 : Arthur Koestler publie "Le Zéro et l'Infini", thèse de l'aveu comme ultime sacrifice de révolutionnaires usés par un système plaçant un collectif au-dessus de tout[57].
- années 1960 : livres sur les répressions et les procès publics dans les pays de l'Est[57].
- 1963 : Auguste Lecœur publie Le Partisan.
- 1966 : Charles Tillon publie Les FTP, largement inspirés des travaux de la commission de Guy Serbat.
- 1969 : Claude Angeli publie Debout partisans.
- 1970 : Auguste Lecœur publie son récit de la grève des mineurs de 1941[200].
- juin 1970 : création du « Secours rouge » par des victimes des années 1950[174].
- 1971 : Charles Tillon publie Un procès de Moscou à Paris sur son cas.
- mars 1973 : Auguste Lecœur publie dans La Nation socialiste des documents montrant que Georges Marchais fut volontaire pour le STO en Allemagne.
- 1972 : Annie Kriegel publie la première étude ambitieuse des procès staliniens.
- janvier 1974 : Yves Le Braz publie "Les Rejetés : l'affaire Marty-Tillon, pour une histoire différente du PCF"[186].
- 1974 : publication par Alexandre Soljenitsyne de "L'Archipel du Goulag"[169].
- 1975 : Philippe Robrieux publie sa biographie de Maurice Thorez, qui fit tout pour « désamorcer » la publication du « rapport Khrouchtchev » (février 1956) au XXe congrès du PCUS[201] et dont l'objectif fut « la mise en place d'un système bureaucratique » via « une pénétration graduelle dans l'État » français[201].
- 11 octobre 1976 : critique de lecture très favorable dans Le Monde de J'ai crû au matin, autobiographie de Pierre Daix, très sévère avec Auguste Lecoeur[202].
- octobre 1976 : Pierre Daix et Jean Elleinstein s'opposent dans l'émission " Apostrophes " sur le thème : " Les communistes français changent-ils ? "[203].
- 1er novembre 1976 : critique favorable dans Le Monde de Ami si tu tombes de Roger Pannequin[204]
- 26 novembre 1976 : critique dans  Le Monde de La Mémoire ouverte de Paul Noirot, sur le même thème de l'adhésion, puis la rupture avec le parti communiste[205]. Paul Noirot raconte comment Jacques Duclos a dissimulé[206] à l'été 1953 ses instructions reçues à Moscou sur la déstalinisation, confirmant le récit effectué par Lecœur dès 1955 et 1963, mais la presse élude le sujet[205].
- août 1977 : Auguste Lecoeur publie "Le PCF, continuité dans le changement. De Maurice Thorez à Georges Marchais". Le Monde moque en août des « scissions d'antan et de vétérans »[207] puis en septembre des « témoignages de disgraciés »[208], ou « un livre trop sommaire, fait de bric et de broc »[208] y compris sur les dissimulations de Jacques Duclos après la mort de Staline en août 1953[208].
- 27 octobre 1977 : Georges Marchais perd son procès en diffamation contre Auguste Lecœur.
- 29 octobre 1977 : article du Monde laissant entendre que Georges Marchais a quand même raison et qu'Auguste Lecœur est un faussaire[209]
- 7 novembre 1977 : droit de réponse de Minute dans Le Monde[210].
- 9 novembre 1977 : Charles Tillon publie "On chantait rouge"[167] sur "la mécanique du pouvoir au PCF" et les instructions de l'URSS d'éviter trop d'insurrection armée pour ne rien faire qui puisse "gêner le retour de Maurice Thorez"[211].
- 12 novembre 1977 : le ministère public fait, à son tour, appel du jugement qui venait de relaxer Auguste Lecœur, relançant le procès intenté par Georges Marchais[212]
- 25 novembre 1977 : article enthousiaste dans Le Monde de Pierre Daix sur Adieu camarades 2e tome des mémoires de Roger Pannequin, virulent contre Auguste Lecœur, accusé d'avoir fomenté une tentative d'assassinat contre lui[213]. Pierre Daix s'attarde aussi sur la "mort inexpliquée de Camphin"[213] et cite six fois Lecoeur[213], qui aurait voulu "se partager le pouvoir absolu avec Duclos et Fajon" au sein du PCF[213], "tout dévoués aux services de sécurité politique de Béria et d'Ignatiev"[213], contre une ligne Thorez-Billoux pour "ne réserver à Thorez qu'une présidence d'honneur"[213].
- 25 novembre 1977 : Jean-Pierre Chabrol, ex-ami de Louis Aragon publie "La Folie des miens" Gallimard,  (ISBN 978-2070183616)[214], roman du dialoge entre "Hanjure", un ex-"adolescent naïf" devenu dessinateur à L'Humanité, "condamné à mort" pendant la guerre par le résistant "Dunkerque"[215], "communiste pur et dur", exclu dans les années 1950, personnage qui évoque Auguste Lecoeur "par ses origines sinon par son évolution"[216].
- août 1978 : Auguste Lecœur gagne son procès en cassation contre Georges Marchais.
- 31 octobre 1978 : L'Humanité, reprise par Le Monde, reproche à Charles Tillon ses "propos agressifs" contre Georges Marchais, François Billoux et Jacques Duclos[217].
- août 1980 : Tome 1 de l'Histoire intérieure du PCF, par Philippe Robrieux[218].
- 9 décembre 1980 : Philippe Robrieux et Stéphane Courtois aux Dossiers de l'écran sur "60 ans d'histoire du PC", au débat parfois désordonné, très critiqué par le PCF[219], Thierry Pfister y a rappelé qu'on été éliminés après la guerre, les cadres issus de la Résistance[220].
- juillet 1981 : Tome 2  (1945-1972) de l'Histoire intérieure du PCF, par Philippe Robrieux[221].

### Années 1980 et 1990
Dans les années 1980 et les années 1990, l'historiographie des purges politiques des années 1950 rejoint celle de l'histoire du PCF durant la période 1939-1941, qui selon l'historien Stéphane Courtois fut très souvent « masquée, camouflée, distordue, bref parasitée par des polémiques et des controverses » à dimension politique, « aussi bien entre le PCF et ses adversaires » qu'en son sein même, notamment pour les affaires Marty-Tillon ou Guingouin.
Au début des années 1980, marquées par une autre poléminique, sur le passé de Georges Marchais, candidat du PCF à la présidentielle de 1981, Philippe Robrieux, lui-même ancien dissident du PCF, publie plusieurs pages de son "Histoire intérieure du PCF" en trois tomes. Il recoupe et met en perspective les autobiographies des deux décennies précédentes. Au même moment est publié un numéro spécial des Cahiers de l'Institut de recherches marxistes et un livre des communistes Francis Crémieux et Jacques Estager qui contient une attaque en règle contre les historiens, traités d' "aboyeurs", d'"épouilleurs de mots" ou de "boueux de l'histoire", faisant selon Stéphane Courtois, penser à la formule de la "hyène dactylographe" visant Jean-Paul Sartre, utilisée par l'écrivain Alexandre Fadeïev au temps du stalinisme triomphant, quand le secrétaire général Maurice Thorez se voulait "un historien de type nouveau", désirant réapprendre leur métier aux historiens professionnels, à l'occasion de la réédition de son autobiographie "Fils du peuple", fin 1949. Le livre s'appuie sur des témoignages nouveaux comme celui d'Arthur Ramette, présent aux côtés de Maurice Thorez en URSS de juin 1940 à novembre 1944, mais constitue selon Stéphane Courtois, une "régression inquiétante" par sa remise en cause de plusieurs faits auparavant acceptés par des historiens communistes, en affirmant que le PCF n'aurait pas abandonné sa politique antihitlérienne après septembre 1939 et que Jacques Duclos, le numéro deux du PCF, n'était pas du tout concerné par les négociations engagées, en juin 1940 pour faire reparaitre une presse communiste légale, tout en publiant en annexe un document inédit qui prouve que Duclos dirigeait toute l'opération. Au moment de l'entrée de l'Armée rouge en Pologne, les mots "fascistes" et "fascisme" disparurent de la presse soviétique et jusqu'au 23 juin 1941 rappelle Stéphane Courtois. Parallèlement, le Daily Worker, quotidien du PC anglais, publié jusqu'en 1941, mettait sur le même plan les souffrances des mères anglaises et allemandes, le bombardement de Coventry par la Luftwaffe et celui de Hambourg par la Royal Air Force.
La fin de ces années 1980 est ensuite marquée par le succès de deux livres de témoignages épais et romancés, sur le parcours d'ex-militants révolutionnaires ou communistes jusqu'aux allées du pouvoir, arès avoir été des figures de la Résistance ou de Mai 68, les deux tomes de Génération(1987 et 1988), puis Les Résistants (1989) jugés plus sensationnalistes que d'intérêt historique réel. Génération est publiée peu après une présidentielle où le PCF est tombé à seulement 4,8 % des voix, le PS obtenant pour la première fois une majorité sans avoir besoin de lui, et le ralliement de plusieurs figures du gauchisme, comme Henri Weber ou Jean-Christophe Cambadélis, ou les ex-maoistes Jean-Marc Salmon et Roland Castro, intégrés aux cabinets ministériels socialistes.
L'historien Claude Lévy a critiqué ce livre, qui tourne « souvent au Who's who de la Résistance », particulièrement parisienne ou londonnienne, doublé pour les autres résistants d'un « anticommunisme, dans l'air du temps », mais « répétitif et parfois injustifié », avec des « présupposés qui nuisent à la qualité » de l'enquête.
- mars 1980 : L'Express publie la fiche des archives municipales d'Augsbourg montrant que Marchais est resté volontairement en Allemagne jusqu'au 10 mai 1944.
- août 1980 : Auguste Lecœur publie un livre démontrant que l'ascension de Georges Marchais depuis le début jusqu'à la fin résulte « de l'appui des Soviétiques »[230].
- 1980 : Philippe Robrieux[231] publie Histoire intérieure du Parti communiste. Tome 1.
- février 1981 : Le Point affirme établir avec certitude que Marchais "a travesti la vérité" sur son attitude pendant la guerre.
- 1982 : Philippe Robrieux[231] publie Histoire intérieure du Parti communiste. Tome 2, couvrant les années 1950, avec l'aide d'Auguste Lecœur.
- 1982 : l'historien américain Irwin M. Wall publie avec l'aide de Philippe Robrieux et des témoignages d'Auguste Lecœur un livre consacré au Communisme français à l'ère de Staline dans la période 1945-1962[232].
- 1984 : Philippe Robrieux publie Histoire intérieure du Parti communiste. Tome 4, consacré aux biographies[168].
- 1984 : une trentaine d’universitaires s’élèvent contre les méthodes de Philippe Robrieux[231].
- 1985 : Louis Lambin publie ses mémoires ("Si c'était à refaire"[193],[233].
- 1985 : Des terroristes à la retraite, film de Mosco Boucault, passe à la télévision contre l'avis d'un comité de résistants, suivi d'un débat avec Roger Pannequin.
- mars 1985 : mort de "Boris Souvarine", documentaire du réalisateur Jean Aurel adaptant sa biographie de Staline.
- 1986 : une violente polémique oppose Philippe Robrieux à Pierre Daix et, à travers lui, à Lise London sur le procès d'Artur London[231].
- 1989 : Rémi Kauffer publie Les Résistants : de la guerre de l'ombre aux allées du pouvoir 1944-1989, avec des témoignages non cités d'Auguste Lecœur.
- fin 1990 : l'historien Marc Lazar révèle des documents confirmant les propos de Lecoeur sur les souhaits de déstalinisation russes à l'été 1953[121].
- 1991 : Mosco Boucault publie Mémoires d'Ex, supervisé par Guillaume Bourgeois, des témoignages d'Auguste Lecœur, Roger Pannequin et André Pierrard.
- 1998 : nouveau témoignage d'Auguste Lecœur, interrogé par Guillaume Bourgeois en 1992 avant sa mort et publié dans les Cahiers du communisme.

#### XXIesiècle
Depuis la fin des années 1990, l’historiographie du phénomène communiste s’est largement internationalisée, pour dépasser le simple rôle du Komintern et de son successeur le Kominform, et analyser les relations « multilatérales » entre les « partis-frères » au moment des « procès staliniens des années 1930-50 », complétés de « pratiques inquisitoriales et de contrôle des militants ». La période des années 1950, d’une « brutalité sans doute exceptionnelle » en France, apparaissait ainsi incompréhensible sans mesurer la place du PCF au sein du mouvement communiste international, ce qui est devenu plus facile depuis la « révolution des archives » des années 1990.